# Chó hoang

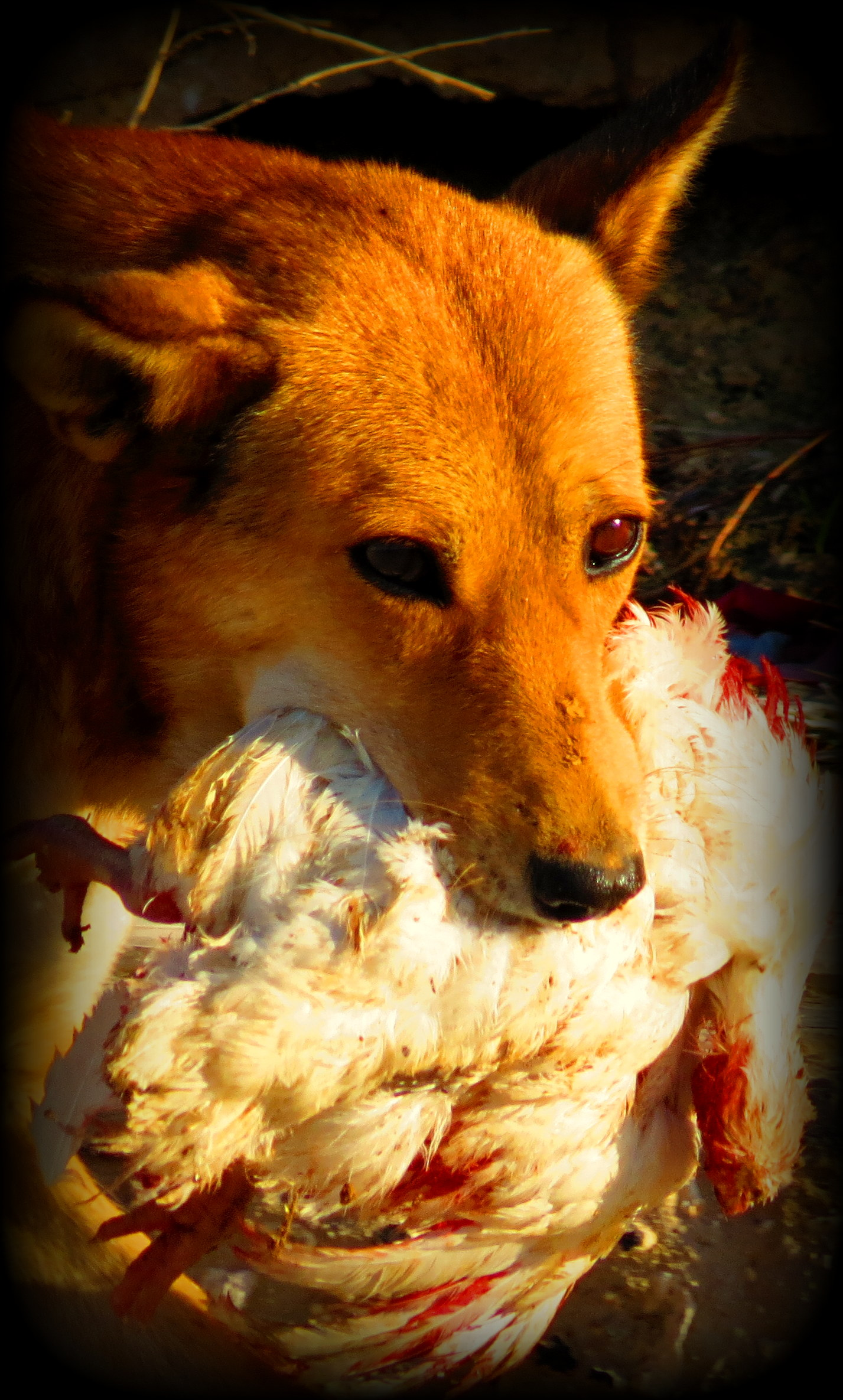
Một con chó hoang đang cắn một con gà

Chó hoang (hay còn gọi là chó thả rông, chó chạy rông, chó đi lạc, chó đi hoang hoặc chó đường phố) là những con chó nhà trong tình trạng không có chủ sở hữu, không tìm thấy, xác định được chủ sở hữu, không có ai quản lý, coi sóc, nuôi dưỡng và sống trong tình trạng lang thang. Cần phân biệt chó hoang với các loài chó hoang dã trong tự nhiên như chó hoang châu Phi, chó hoang Ấn Độ, chó Dingo, những con chó hoang thường chạy lung tung, chúng sống tập trung thành từng đàn và kiếm ăn bằng cách ăn thịt thối, thức ăn thừa, bới rác, nhặt rác hoặc ăn thức ăn người ta vứt cho.
Chó hoang dễ dẫn đến các nguy cơ có thể tấn công con người hay tấn công các vật nuôi, gia súc khác, chó hoang có nguy cơ dễ bị nhiễm dại trở thành những con chó dại rồi cắn người truyền bệnh dại cho con người, bênh cạnh đó, chó hoang lang thang hay bới rác, phóng uế lung tung cũng đẫn đến mất vệ sinh môi trường nhất là ở vùng đô thị. Về bản thân những con chó này cũng có nguy cơ bị bắt và giết bởi những kẻ trộm chó (cẩu tặc) rồi bán cho các quán thịt chó thành cầy tơ, không rõ nguồn gốc, không đảm bảo vệ sinh an toàn thực phẩm.

## Tình hình

### Ấn Độ

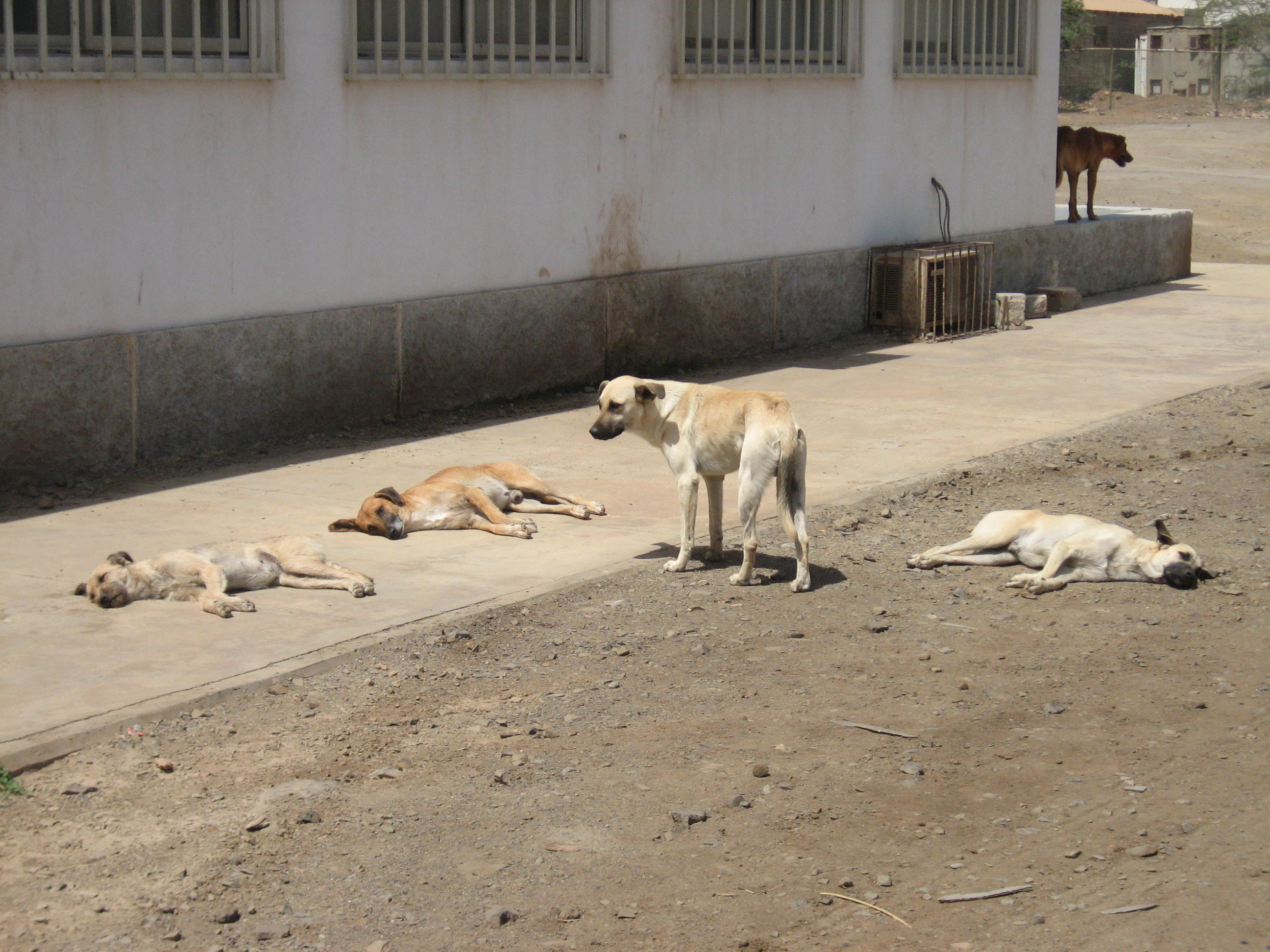
Những con chó hoang

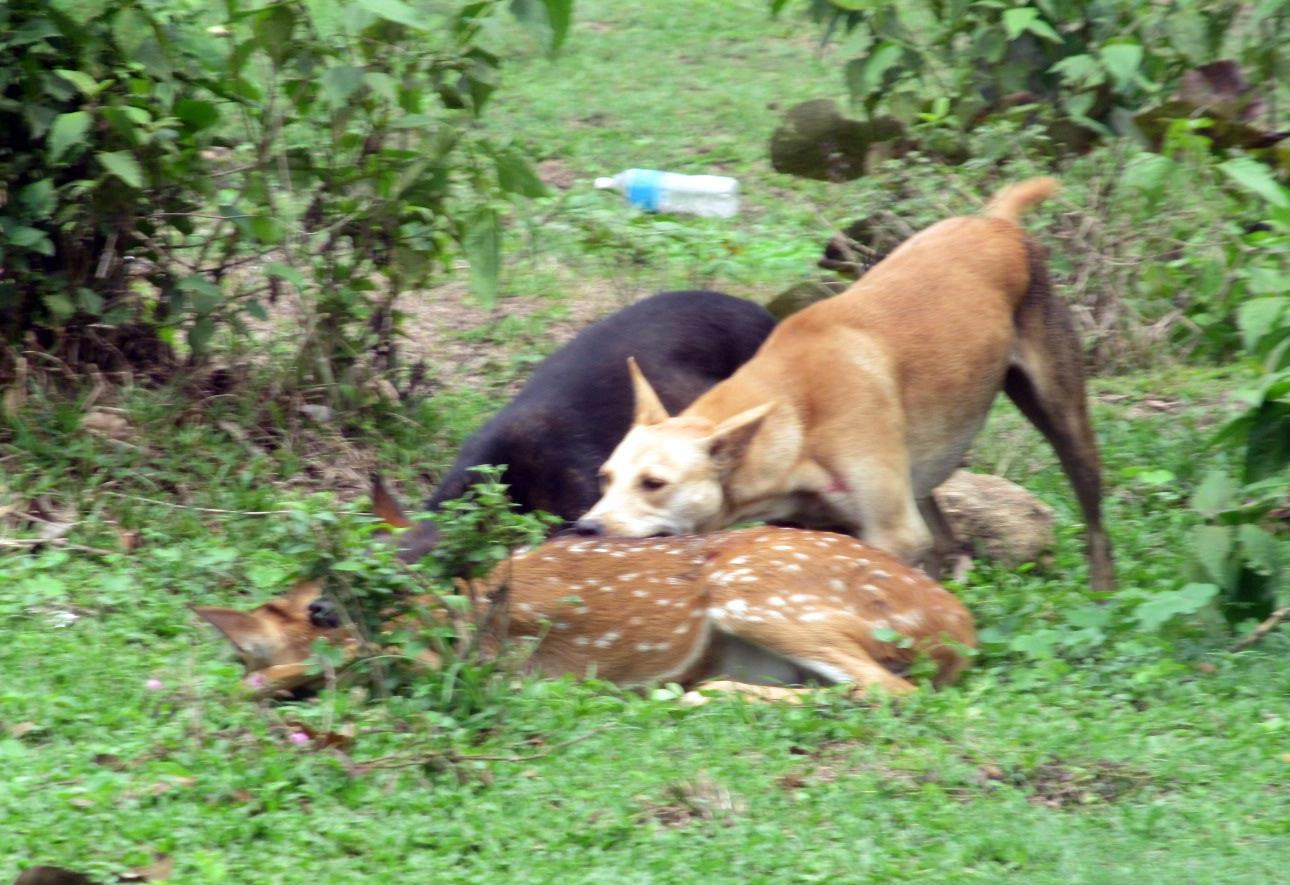
Hai con chó hoang săn hươu

Ở Ấn Độ, Số lượng chó hoang lên đến hàng chục triệu con nguyên nhân của việc tăng đột biến số lượng chó hoang này là do một luật cấm giết chó ban hành năm 2001, số lượng chó đã tăng lên một cách nhanh chóng. Mỗi năm có tới hàng triệu người bị chúng tấn công, trong đó đa phần là trẻ em. Không quốc gia nào có nhiều chó hoang như ở Ấn Độ. Chó hoang thường ẩn nấp ở những công viên, trong các con hẻm hay góc phố. Ở trong làng hàng đêm thường phải nghe những tiếng hú của chúng, những người chạy bộ thường phải mang theo gậy tre để đánh đuổi chúng còn những người đi xe đạp thì đút đầy đá vào túi để ném những con chó rượt theo. Tại New Delhi của Ấn Độ có hàng triệu người bị chó hoang tấn công mỗi năm, có rất nhiều nạn nhân của những con chó hoang này đang phải điều trị tại đây. Trong số đó, phần lớn là trẻ em, sinh viên và những người già. Ở Mumbai, nơi có hơn 80.000 người bị chó cắn mỗi năm, chính phủ kiểm soát số lượng chó bằng cách sử dụng xe máy xua và bắn mực vào lông chúng.
Ước tính có hơn 1 triệu con chó hoang trong khu vực bang Kashmir, riêng Srinagar có khoảng 91.000 con, theo số liệu của chính quyền thành phố. Đã có khoảng 53.000 trường hợp bị "cẩu xực" được giới chức địa phương ghi nhận trong vòng 5 năm. Chính quyền bang Kashmir, Ấn Độ đang triển khai một chương trình triệt sản dành cho chó hoang ở thủ phủ của bang này là Srinagar. Triệt sản là biện pháp nhân đạo nhất nhằm khống chế số lượng chó hoang đang bùng nổ tại đây. Chiến dịch được phát động sau những cuộc biểu tình của các nhà hoạt động xã hội nhằm phản đối sự gia tăng các vụ chó cắn tại thành phố này. Các cuộc "triệt sản" tiến hành tại cơ sở đặc biệt vừa được thiết lập ở một bệnh viện thú y của Đại học Khoa học Kỹ thuật Nông nghiệp Sher-e-Kashmir ở Shuhama, ngoại ô Srinagar. Chính quyền thành phố này hồi năm 2008 cũng đã phát động một chiến dịch tương tự nhưng phải bỏ dở do thiếu kinh phí.
Một vụ việc kinh hoàng do chó hoang đã diễn ra, đó là vụ bố mẹ ngủ quên, con 2 tuổi bị chó hoang cắn xé chết, thi thể của một bé gái bị chó hoang cắn xé ở thị trấn Devendranagar, thuộc bang Madhya Pradesh, Ấn Độ nằm ở ở gần chợ Pandri Haat. Bố mẹ của cô bé là những công nhân xây dựng, họ đã ngủ thiếp đi bên cạnh hai con của mình trong cửa hàng lúc nửa đêm. Có thể cánh cửa cửa hàng không đóng kín nên những con chó hoang đã lẻn vào bên trong hoặc đứa bé đã đi ra bên ngoài. Cô bé xấu số bị kéo đi xa 500m và bị vồ chết. Những dấu vết bị cắn do chó hoang gây ra được tìm thấy khắp người bé gái.

### Mexico
Tại Mexico, Tại Thủ đô Mexico City, nơi có đến 1,2 triệu con chó bao gồm vài chục ngàn con chó hoang. Có sự kiện bầy chó hoang vồ chết 4 người, xác của bốn người được tìm thấy trong công viên rìa thủ đô Mexico City được xác định là do chó hoang cắn chết. Nạn nhân gồm một phụ nữ 26 tuổi và cậu con trai 1 tuổi, người nữ bị mất cánh tay trái, cả hai mẹ con nạn nhân đều bị chảy máu tới chết, đồng thời một phần thi thể bị ăn nham nhở. Sau đó có một cặp đôi tuổi thiếu niên cũng bị chảy máu tới chết, có ít nhất 10 con chó đã tấn công các nạn nhân.Ít nhất 100 sĩ quan cảnh sát đã được huy động tới công viên để truy tìm chó hoang. Họ đã bắt giữ được 25 con trong đêm 7-1, trong đó có 10 con cái, 8 con đực và 7 chó con. Sau đó phát hiện thêm bé gái 15 tuổi cũng là nạn nhân trong vụ chó hoang tấn công người nâng tổng số người bị tấn công lên 5 người, người dân Mexico City đang hưởng ứng lời kêu gọi của nhà chức trách đưa chó đi thiến tại các trạm thiến chó di động.

### Mỹ
Tại Mỹ, ít nhất 50.000 con chó hoang chạy lang thang thành đoàn trên đường phố Detroit và sống trong các căn nhà bỏ hoang ở thành phố, đàn chó bơi lội vui vẻ trong một căn phòng ngầm bị ngập nước, các bầy chó đông đến khoảng 20 con đã được thấy sống trong các căn nhà bỏ hoang, đe dọa cộng đồng hiện gồm 700.000 người, so với con số 1,8 triệu trước đây. Tình trạng nghèo đói làm nhiều con chó bị bỏ lại phải tìm cách tự sống còn. Các con chó này tấn công giết chết các con chó có chủ, cắn người đưa thư và tràn ngập các nơi nhận thú vô thừa nhận, nơi có tới 70% rồi sẽ bị chích thuốc cho chết. Có 3 trung tâm cứu trợ động vật tại Detroit chỉ có sức chứa là 15.000 con nên không thể giải quyết được vấn nạn trên.
Một sự kiện diễn ra khi bầy chó hoang tấn công và làm chết người từng được ghi nhận. Năm 2009, trên con đường nông thôn ở Lexington, Georgia (Mỹ), nơi chính quyền tin rằng một đàn chó hoang đã vồ chết một đôi vợ chồng lớn tuổi. Hiện trường để lại là một mảnh vụn áo sơ mi, vài nhúm tóc và một vệt máu, họ đã khoanh vùng được 16 con chó mà họ cho là có liên quan. Giám định pháp y ban đầu cho thấy nạn nhân là bà bị thú vật cắn chết còn ông cũng chết vì những vết thương do thú vật cắn xé. Ngoài ra, từng có một phụ nữ đang ngồi trên hiên nhà đã tử vong sau khi bị hai con chó hoang lao vào cắn xé da đầu.

### Romania
Ở România, Tòa án Hiến pháp ra phán quyết ủng hộ luật giết hàng chục ngàn con chó hoang trên đường phố thủ đô Bucharest sau khi một bé trai 4 tuổi bị cắn chết người dân đòi chính quyền xử lý hơn 60.000 đến 65.000 con chó hoang ở đây, vốn thường xuyên cắn người và có khoảng 1.100 người đã bị chó hoang tấn công tại Bucharest trong 4 tháng đầu năm và gây ảnh hưởng xấu đến hoạt động du lịch. Quốc hội Romania thông qua dự luật cho phép hạ sát chó nếu chúng không được nhận nuôi trong vòng 2 tuần. Để giảm số chó, người ta cũng dùng phương pháp thiến, các nhà chức trách tiến hành thu gom và thiến những con chó hoang này thay vì giết chúng, đã thiến được khoảng 100.000 con chó tại Romania, trong đó có 10.600 con ở Bucharest.
Mới nhất, một cụ ông 89 tuổi đã chết tại bệnh viện sau khi bị những con chó hoang vồ tại một công viên ở thủ đô Sofia của Bulgaria sau khi bị một bầy gồm 25 con chó hoang tấn công tại khu vực gần nhà ở Sofia. Bầy chó đẩy ông ngã xuống đường và cắn nhiều chỗ trên tay và chân ông này. Đây là vụ thứ hai xảy ra chỉ trong vòng 3 tháng ở Sofia Số lượng chó hoang chạy rông khắp thủ đô của Bulgaria được cho là đã gia tăng cùng với diễn biến của cuộc khủng hoảng kinh tế, khiến nhiều con chó và con của chúng bị bỏ rơi trên đường phố.

### Nga
Ở Nga, có khoảng 35.000 con chó hoang đang lang thang khắp Moscow, mỗi một dặm vuông lại có 84 con chó trong đó tại khu vực tây nam Moscow, có khoảng 30.000 tới 50.000 con chó hoang và có khoảng 500 con chó hoang sống trong hệ thống tàu ngầm. Người ta có thể thấy chó ở khắp nơi, chúng nằm trong sân các khu nhà, lang thang gần các khu chợ và quầy hàng, ngủ trong các ga tàu điện ngầm và lối đi cho người đi bộ và có thể nghe thấy chúng sủa và tru lên vào ban đêm. Dù khác nhau về màu lông nhưng đều có chung một dáng vẻ. Tất cả đều tầm trung, lông dày, đầu hình chữ V và mắt màu quả hạnh, tai chúng đều dài và dựng. Trong hệ thống tàu điện ngầm ở Moscow có không ít những con chó hoang thông minh, có con chó hoang màu đen coi ga tàu là nhà, và canh giữ khu vực này khỏi những kẻ say rượu và các con chó khác. Những con chó hoang ở Moscow được sản sinh theo cách chó nuôi bị quẳng ra đường.
Để chuẩn bị cho kỳ Olympic mùa đông tại Nga, Nga quyết định tiêu diệt toàn bộ chó hoang tại Sochi trước thềm Thế vận hội Mùa đông để bảo vệ vận động viên, khách khứa tới tham dự Olympic. Thành phố Sochi có một lượng lớn chó hoang và con số đó ngày càng tăng, buộc chính quyền địa phương phải ban hành chính sách duy nhất về chó hoang: trả tiền để giết chúng. Hàng nghìn chó hoang lang thang khắp các đường phố và vùng ngoại ô của thành phố Sochi đánh bả chết đồng loạt, thậm chí họ còn cho phép dùng phi tiêu độc để giết chó, nhiều người chứng kiến cái chết đau đớn, dai dẳng của những con chó hoang trên đường phố. Chó hoang ở Sochi bị tiêu diệt đồng loạt dấy lên sự phẫn nộ, chỉ trích của nhiều tổ chức bảo vệ động vật. Chính quyền thành phố Sochi đã chi tới khoảng 2.800 USD cho một công ty để đánh bẫy và tiêu diệt các con vật hoang, lang thang.

### Ý
Tại Ý, có đến nửa triệu chó hoang khắp nước Ý, chủ yếu là ở miền nam. Trong đó, có nhiều con bị chính chủ bỏ rơi và để chạy hoang. Từng có sự kiện lũ chó gây ra những vụ tấn công rùng rợn, bầy chó hoang đã cắn chết một bé trai 10 tuổi (đang chạy xe đạp thì bị lũ chó lôi xuống xe và cắn chết) và vồ trọng thương một cô gái 24 tuổi khi đang đi bộ trên một bãi biển ở khu vực Ragusa thuộc đảo Sicily. Nguyên nhân do người đàn ông có trách nhiệm chăm sóc bỏ bê và trở nên đói ghê gớm. Đến nay đã có khoảng 30 con chó hoang bị bắt nhưng vẫn còn khoảng 20 con chạy rông. Con chó hoang nổi tiếng ở Ý là con chó Fido, Fido là một chú chó hoang trên đường phố Luco di Mugello, một thị trấn nhỏ ở Florence, Ý, sau đó nó được một người nuôi và đã thể hiện tình cảm của mình đối với chủ.

### Việt Nam
Gần 90 người đã bị chó lạ tấn công ở xã Bắc Sơn, huyện Sóc Sơn, Hà Nội, khiến chính quyền địa phương ra quân tìm và diệt trên diện rộng. Chính quyền địa phương đã cho lập 9 đội, mỗi đội hơn ba chục người gồm nhiều thành phần, chủ yếu dùng gậy gộc để tìm và diệt chó đồng thời liên tục thông tin trên loa truyền thanh, phát tờ rơi để người dân cảnh giác. Các đội đã diệt được 22 con không rõ nguồn gốc, mỗi thôn thành lập một tổ công tác, cứ thấy chó thả rông là tiêu diệt tại chỗ, nhiều người cho rằng hành động thấy chó thả rông là tiêu diệt tại chỗ thật thô bạo.
Ở một số xã phía Tây của huyện Phổ Yên, tỉnh Thái Nguyên vào năm 2013, xuất hiện đàn chó lạ, không rõ xuất xứ có đặc điểm gần giống nhau và vô cùng dữ tợn lao vào tấn công động vật và nhiều người đã làm hoảng loạn dư luận, đàn chó lạ cùng có một đặc điểm là chó lai, có màu lông xám tro, tai vểnh, mắt lồi, trọng lượng lớn từ 15 – 20 kg. Khi xuất hiện, đàn chó này tỏ ra vô cùng hung tợn, tấn công tất cả người và động vật. Tất cả móng của những con chó đã bị tiêu diệt đều bằng lì như bị cắt. Nhưng con chó trên vô cùng hung hãn, luôn sẵn sàng cắn bất cứ ai nên tất thảy đều phải dùng gậy gộc, cuốc xẻng để tiêu diệt nó, đàn chó lạ vô chủ xuất hiện trên địa bàn tất cả xóm của xã, đã có 15 người trong xã bị chó lạ cắn phải tiêm phòng.
Ở Thành phố Hồ Chí Minh có phong trào săn bắt chó thả rông, để đảm bảo an toàn cho người đi đường, phòng chống bệnh dại trong cộng đồng, Thành phố đã thành lập Đội săn bắt chó đi rông, nếu chủ nhân không đến đóng phạt và nhận lại, người ta sẽ đem đi tiêu hủy. Thường những chú chó này được tiêm một liều thuốc và sau đó hỏa thiêu. Thông thường chó hoang ở Việt Nam không phổ biến do nạn trộm chó.

### Nam Mỹ

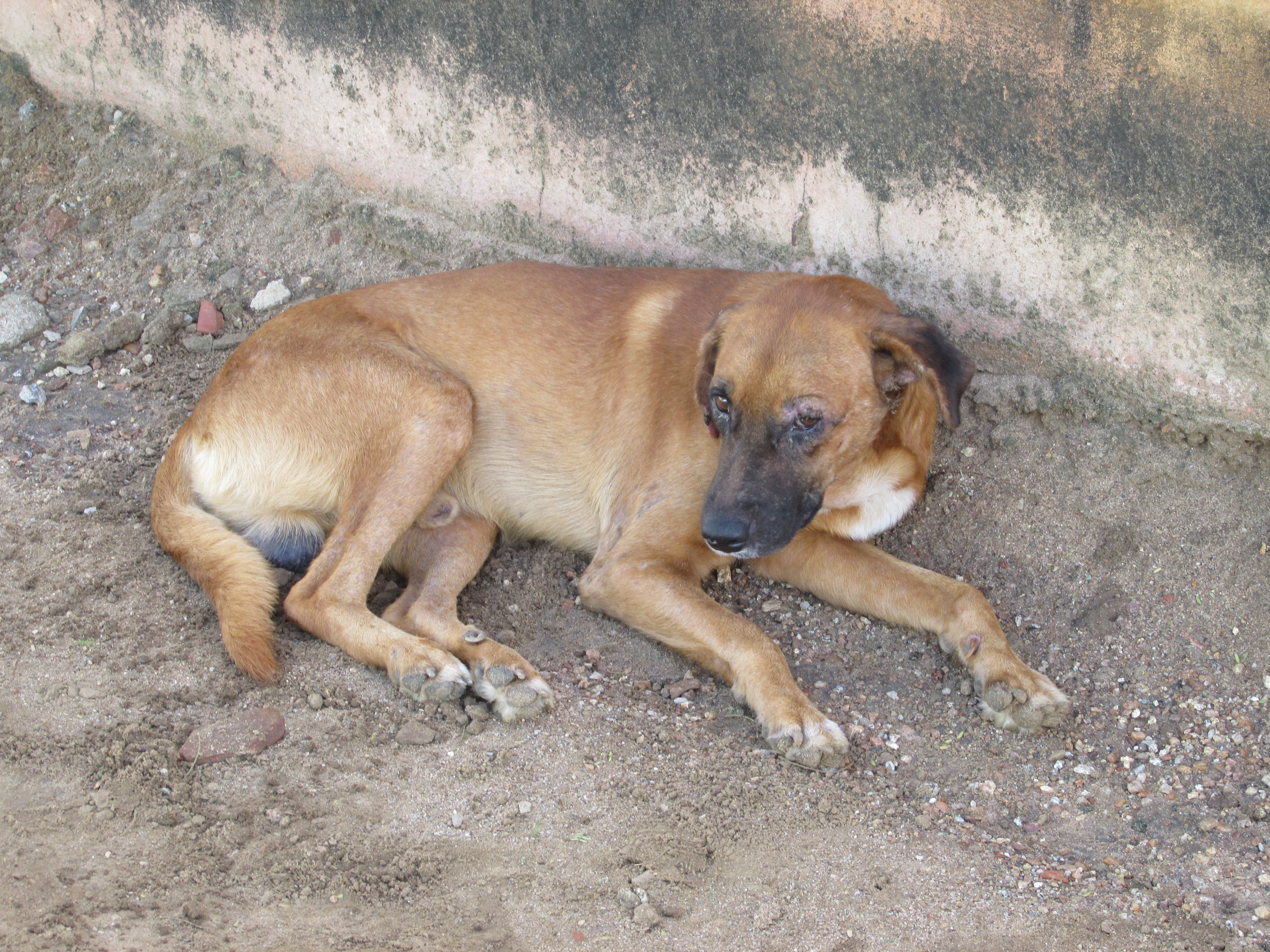
Một con chó hoang ở Brazil

Tại Argentina, một đàn chó hoang đã tấn công một cách ngẫu nhiên một kẻ hiếp dâm giúp bé gái 12 tuổi tránh khỏi bị cưỡng hiếp bé gái 12 tuổi trong lúc đang đi bộ đến thăm nhà một người thân thì bất ngờ bị một gã tấn công, bịt miệng và kéo đến một khu vực đất trống tách biệt với khu dân cư, bé cũng la hét kêu cứu nhưng không có ai giúp đỡ vì khu vực không có một bóng người. Tuy nhiên, đây là nơi hoang vắng này lại có nhiều chó hoang. Khi nghe thấy tiếng kêu la của bé gái, đàn chó hoang đã chạy xuyên qua đường, lao thẳng về phía người đàn ông rồi bắt đầu tấn công ông này. Trong lúc người đàn ông đang bị đàn chó cắn xé, bé gái đã kịp vùng dậy chạy trốn. Ở Brazil, một trong những sân bay đông đúc nhất Brazil phải đóng cửa sau khi một con chó bị lạc và chạy khắp đường băng. Ở Chile có hoạt động đeo một trái bóng bay cho mỗi chú chó hoang sẽ nhằm thu hút sự chú ý và quan tâm từ người dân để chỉ rằng những chú chó này cũng là một sinh linh, nhưng lại không có một mái ấm, những chú chó được cho ăn và được quan tâm hơn, thay vì ghẻ lạnh.

### Các nước khác
Một nước láng giềng của Ấn Độ, Chính quyền thành phố Afghanistan đang triển khai một chiến dịch nhằm hạn chế sự da tăng chóng mặt của những con chó hoang bằng việc bẫy và đầu độc hết chó hoang trong thành phố. Tại Pakistan, Chính quyền thành phố Karachi đã giết hàng trăm con chó vô chủ lang thang trên đường phố để ngăn ngừa bệnh dại do tỏ ra lo ngại trước thực trạng số lượng chó vô chủ lang thang trong thành phố ngày càng tăng. Vì vậy, quan chức thành phố quyết định phát động chiến dịch tiêu hủy chúng. Sau Karachi, thành phố Lahore cũng thực hiện chiến dịch tương tự.
Nạn dịch Ebola khiến nhiều người chết, những con chó hoang chó hoang đào xác nạn nhân Ebola ở Liberia lên ăn thịt họ trên các đường phố. Việc này bắt nguồn từ lực lượng mai táng của Bộ Y tế Liberia lại tiến hành chôn cất vào ban đêm để tránh xung đột với dân làng khiến các thi thể người nhiễm bệnh tiếp tục làm "mồi" cho lũ chó hoang, Chính việc mai táng vội vàng và sơ xài này khiến các thi thể dễ dàng trở thành mồi của chó hoang. Những con chó ăn thi thể người nhiễm virus Ebola có thể mang dịch bệnh này lan tràn khắp Tây Phi khi nó liếm hoặc cắn người, những con chó có thể nhiễm virus Ebola nhưng không có triệu chứng và chúng có thể lây nhiễm cho người khi liếm hoặc cắn ai đó.
Từng có thời gian tại châu Âu, thủ đô Sarajevo của Bosnia chịu giá rét, nhiều chó hoang ở thủ đô này cũng đang oằn mình trong giá rét, thiếu ăn và không có nơi trú ẩn, nhiều người dân địa phương tìm cách cứu giúp số chó hoang tại đây và lên tiếng kêu gọi cộng đồng cùng chung tay thực hiện. Người ta đã giúp 3.000 con chó hoang tránh rét, nhiều người khác mang thức ăn cho chó hoang và không ai làm bất cứ điều gì để xua đuổi chúng. thủ đô này hiện đang có khoảng 3.000 chó hoang nên việc cứu giúp không hề đơn giản. Nhiều năm qua, chính quyền địa phương đã vận động xây dựng nơi trú ẩn cho động vật.
Ở Mã Lai hơn 300 con chó hoang ở Malaysia bị gửi tới hai hòn đảo không người ở bang Selangor, phía Tây Malaysia do đàn chó hoang này ngày càng gây ra nhiều vấn đề, đặc biệt là cắn nhau trên đường phố và đôi khi chúng cắn cả trẻ con, bắt chúng và thả lên hai hòn đảo ở bang Selangor, phía Tây Malaysia vì cho rằng, điều này sẽ giúp tình hình yên ổn và bản thân đàn chó vẫn có khả năng kiếm mồi nhờ vào các động vật hoang dã trên đảo. Tuy nhiên vì quá đói vì nhiều tuần không tìm được thức ăn, chúng đành ăn thịt lẫn nhau. Ước tính có khoảng 200 con chó còn sống. Nhóm bảo vệ động vật khẳng định, khi đàn chó khỏe trở lại, chúng sẽ được thuần hóa và được chuyển tới nơi ở mới. Cảnh sát Mexico đã mở một cuộc truy quét lớn một bầy chó hoang, chúng được cho là thủ phạm gây ra cái chết của ít nhất 4 người và gây ra không ít hoang mang trong dư luận.

## Một số hình ảnh

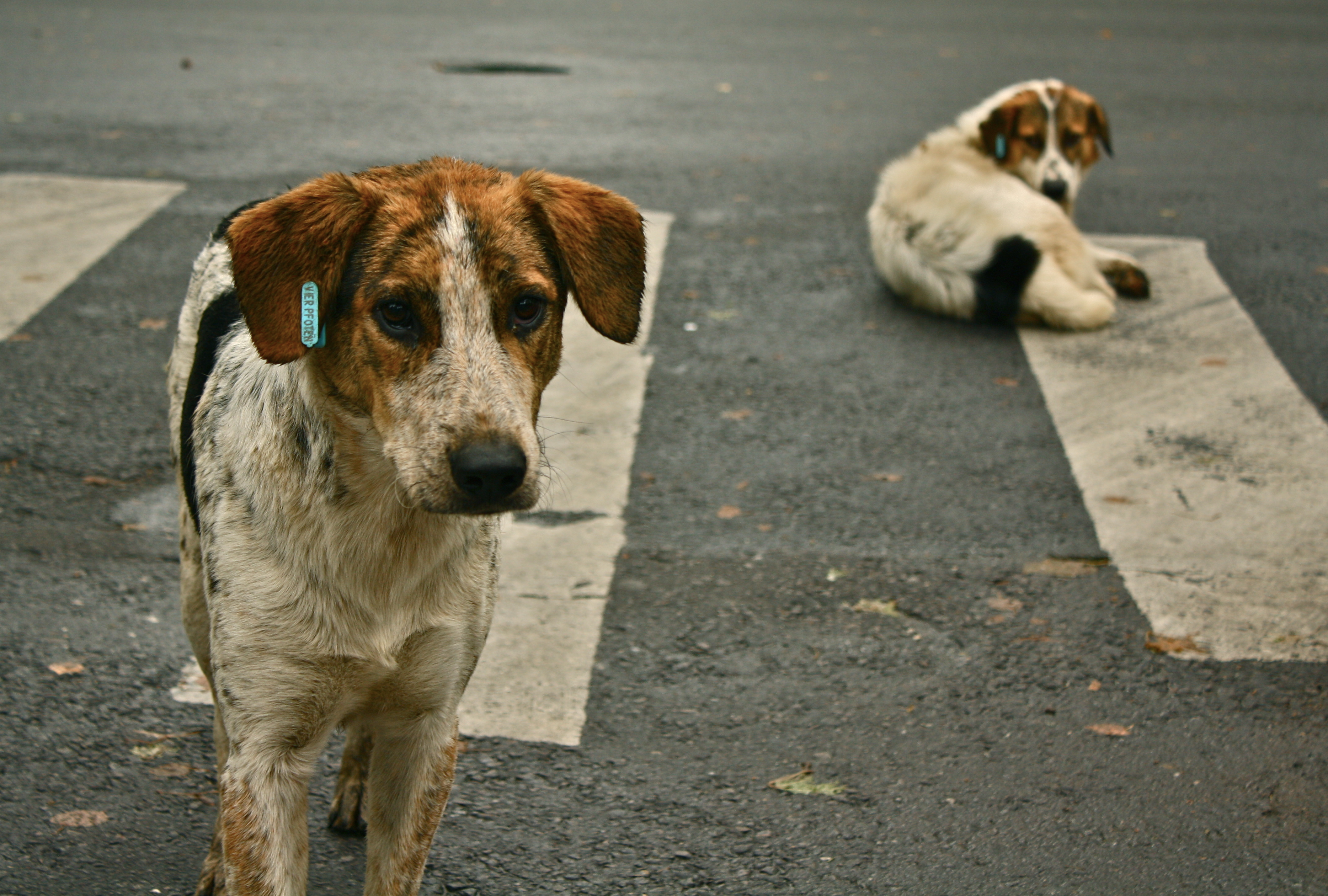
Con chó hoang ở Rumani
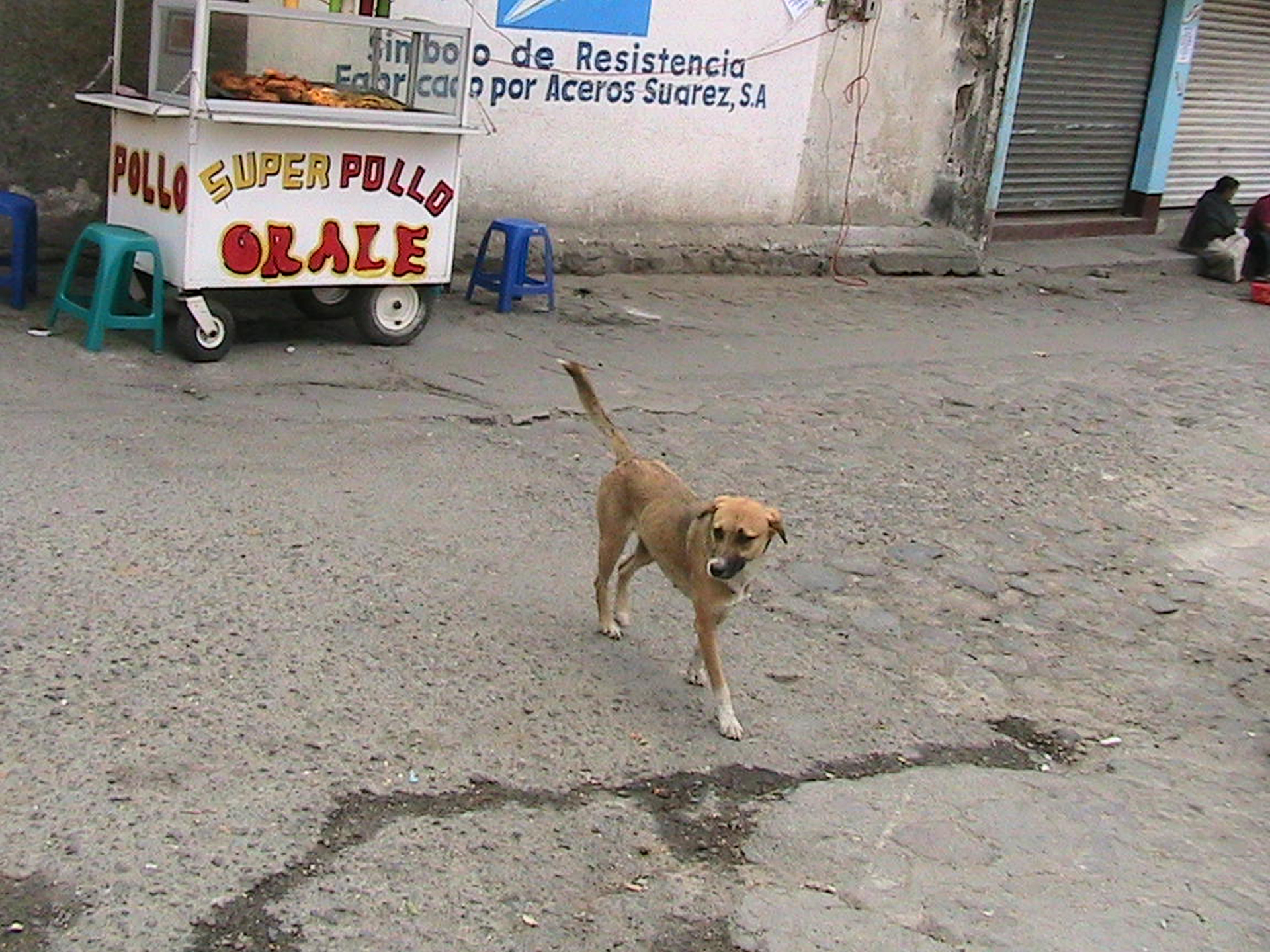
Một con chó hoang ở Guatemala
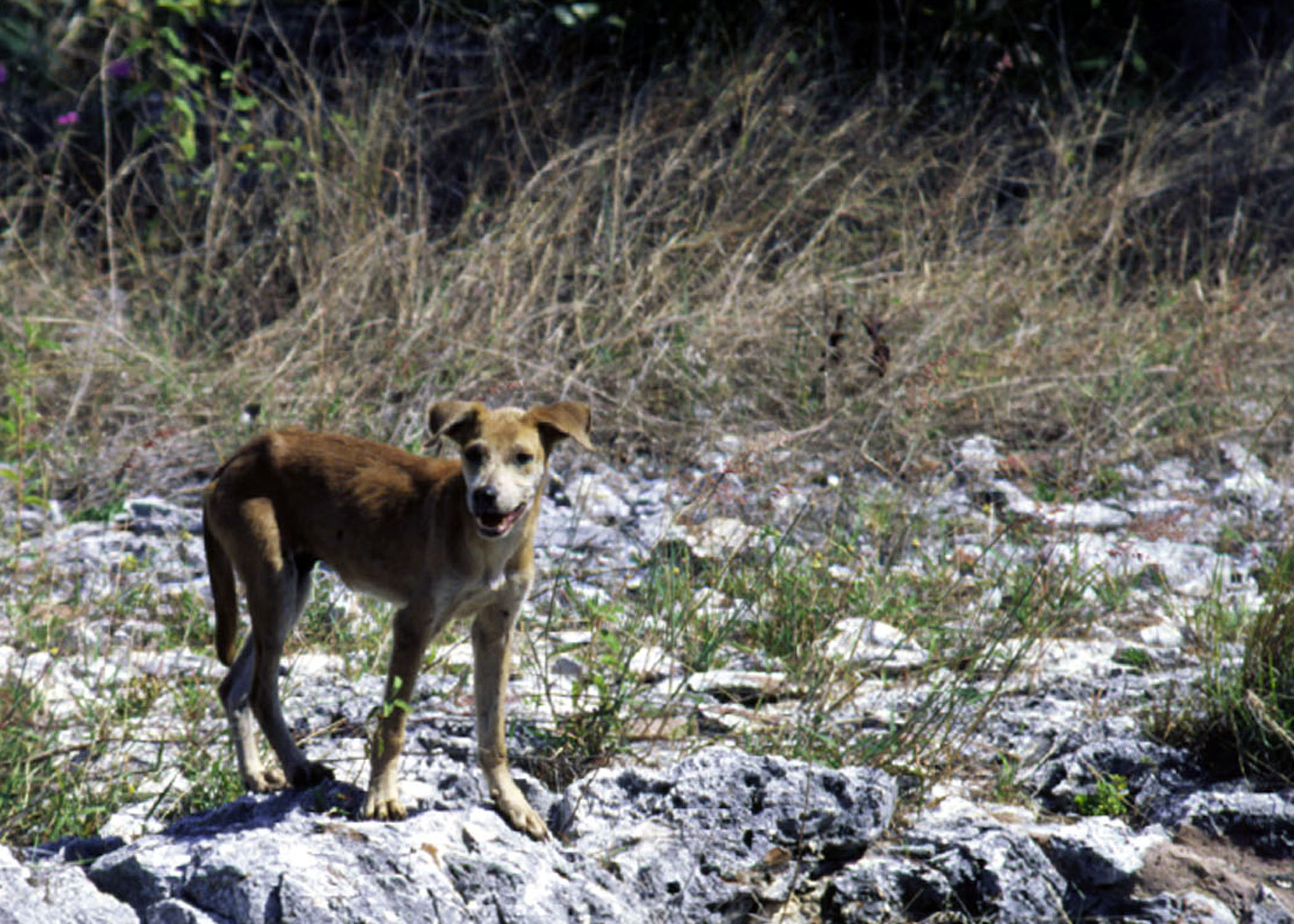
Một con chó hoang
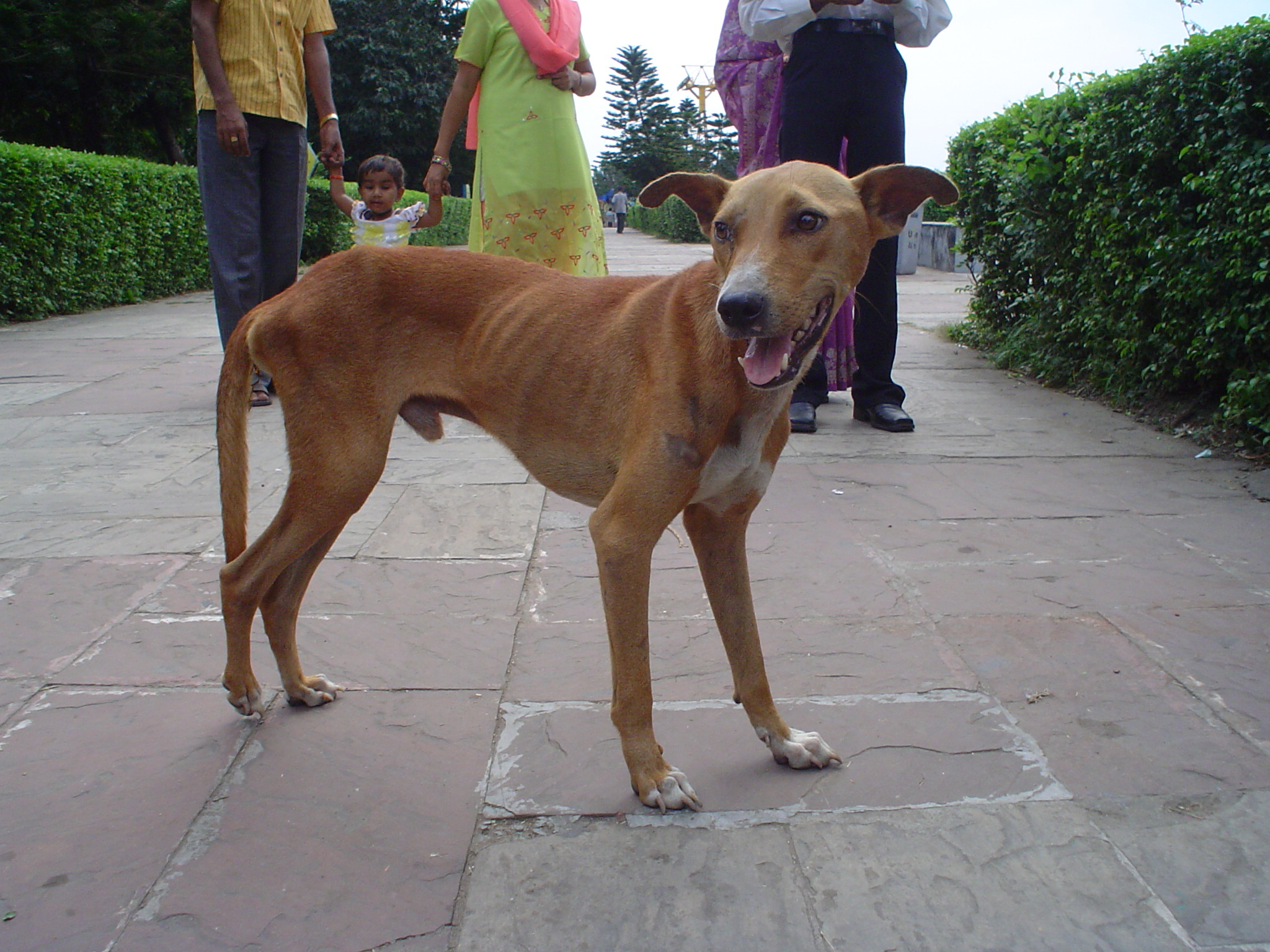
Một con chó hoang ở Ấn Độ
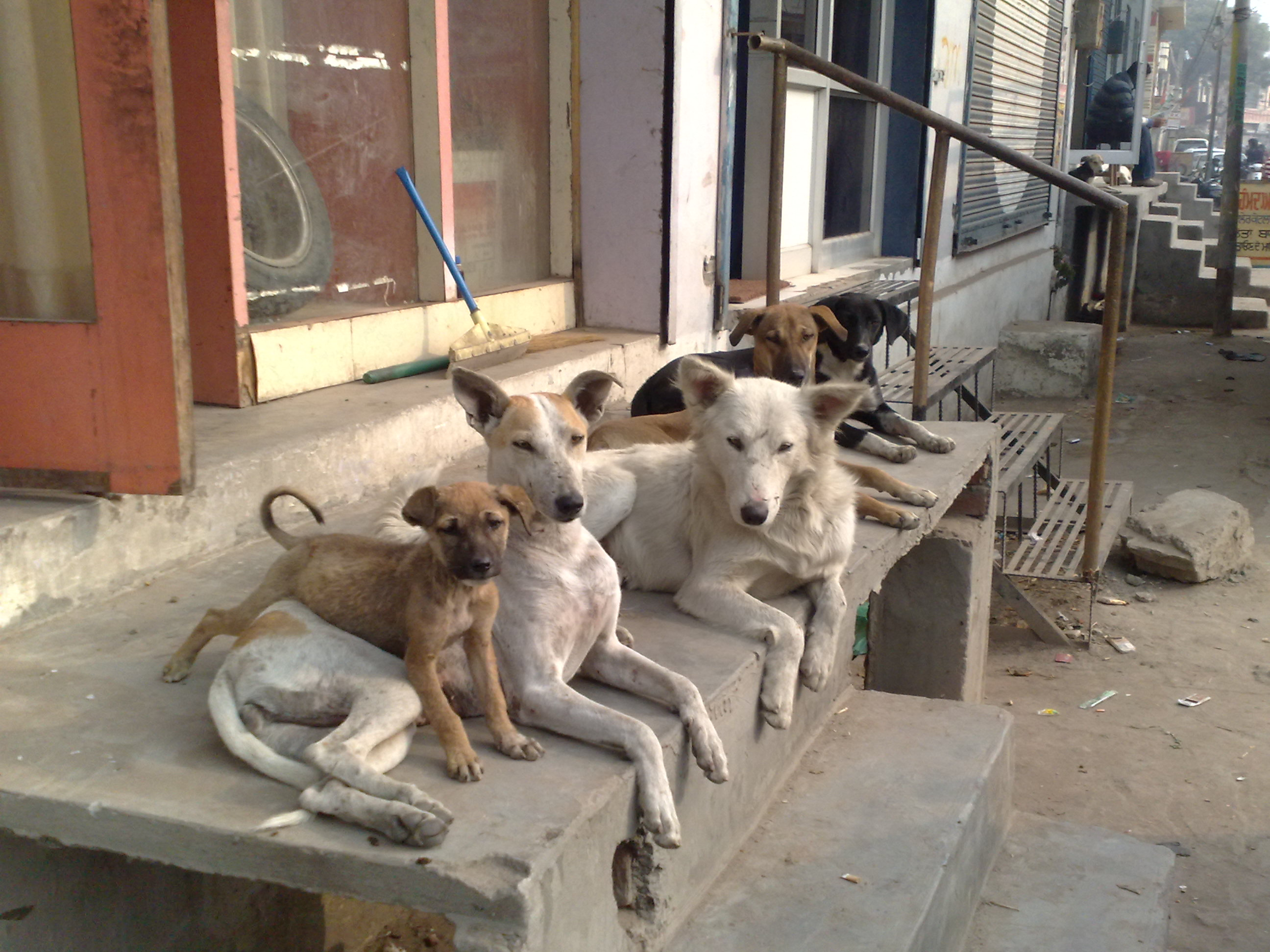
Một đàn chó hoang ở Ấn Độ
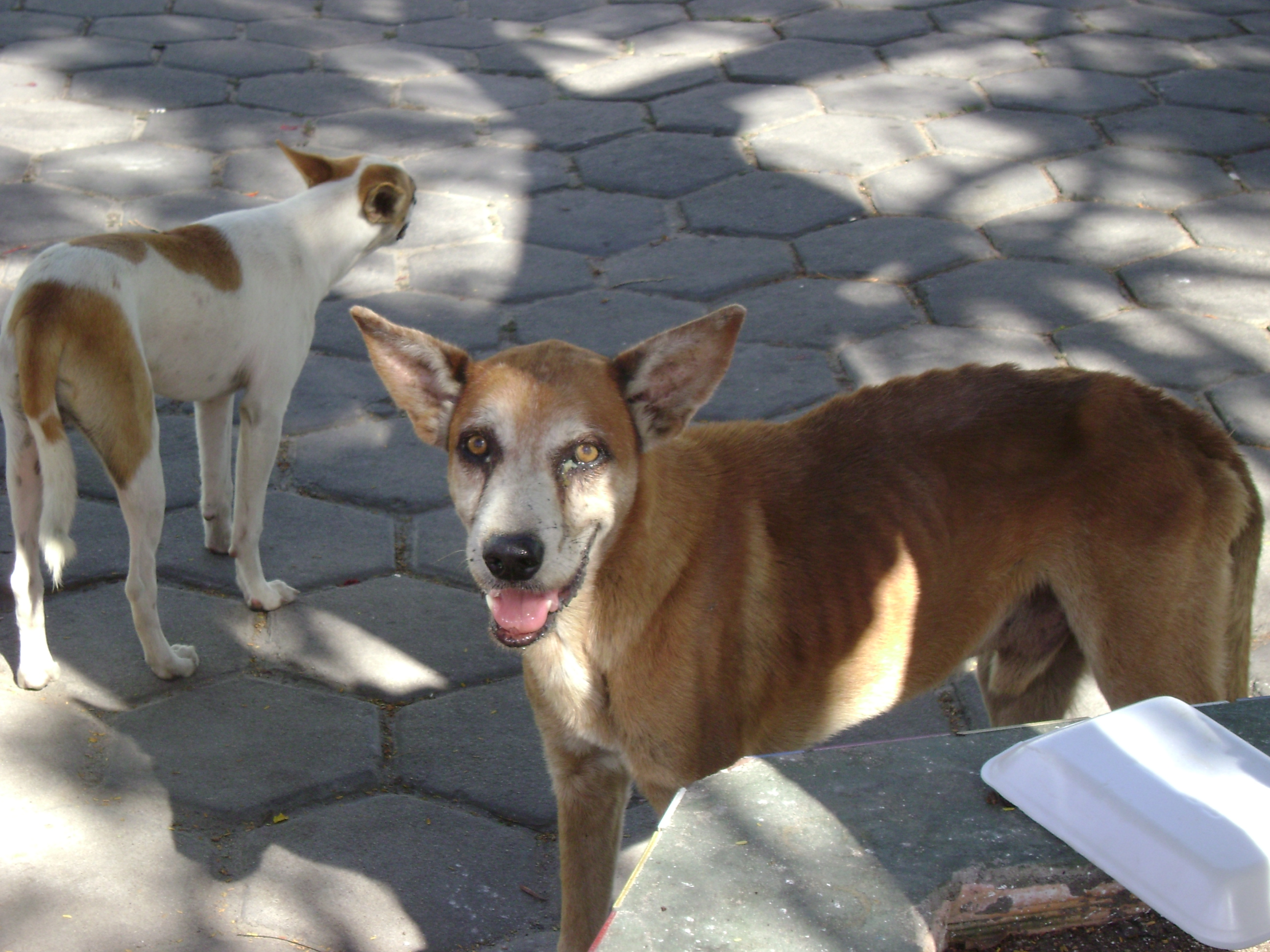
Hai con chó hoang ở Indonesia
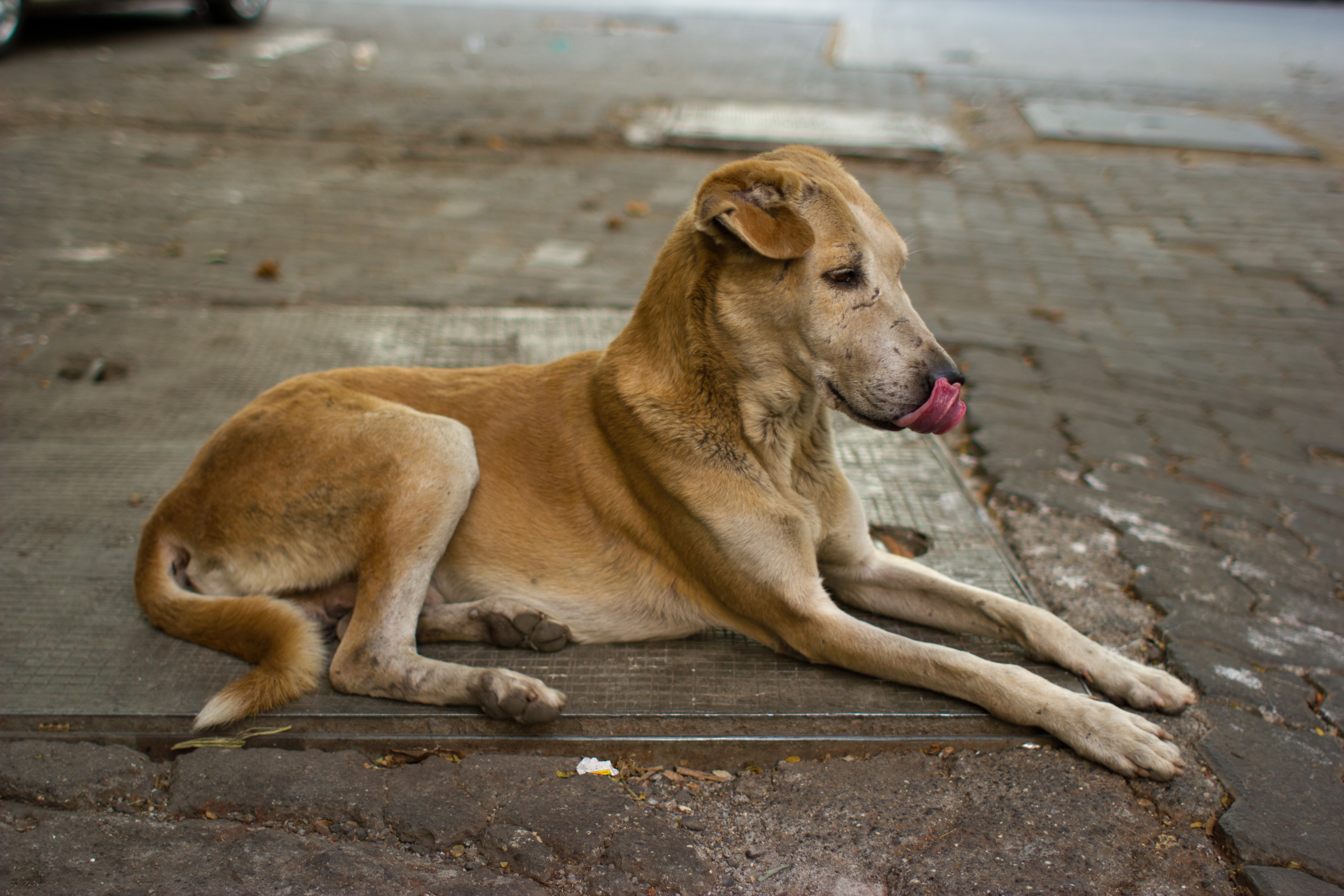
Một con chó đường phố ở Mumbai
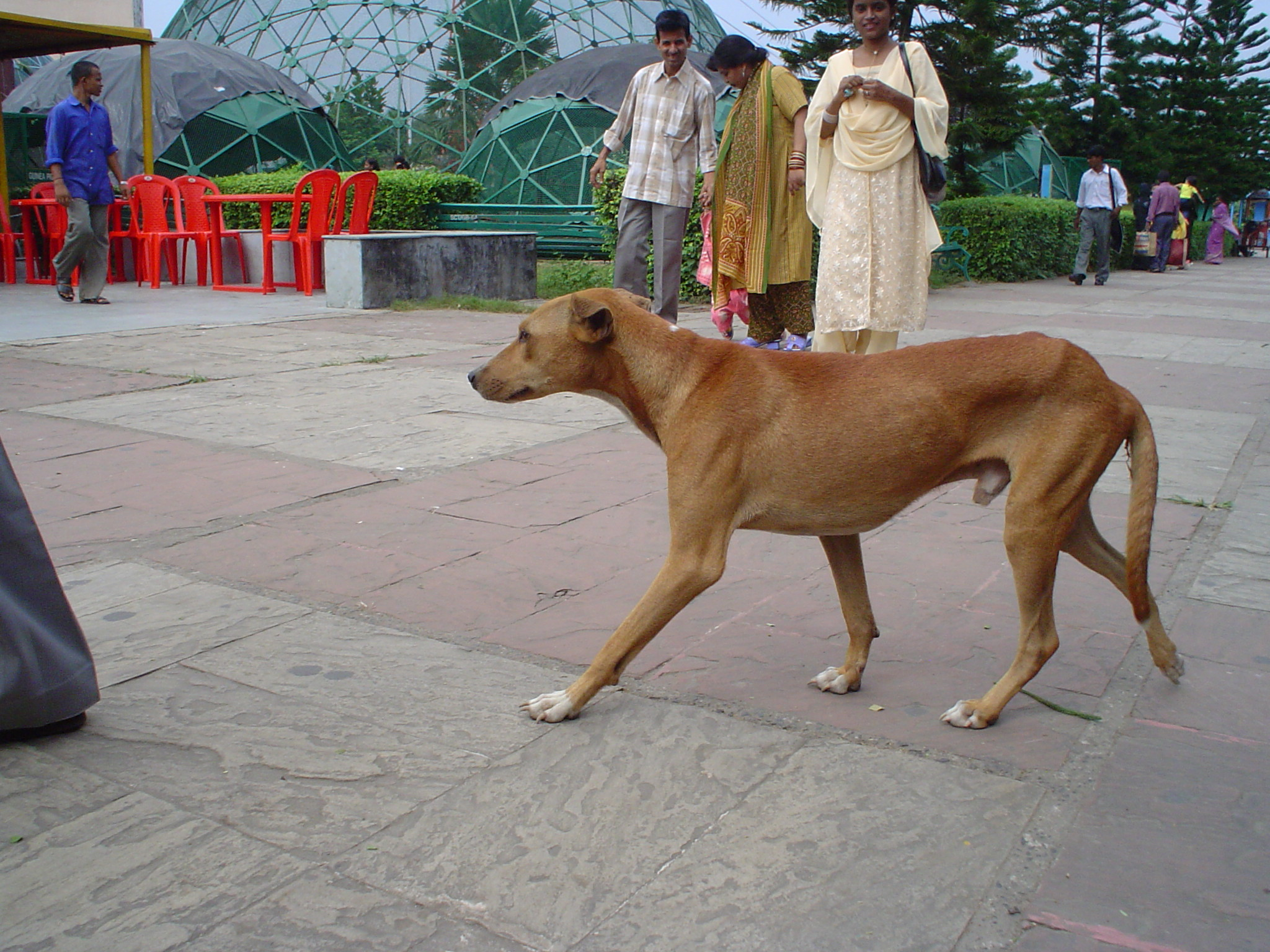
Một con chó hoang ở Ấn Độ
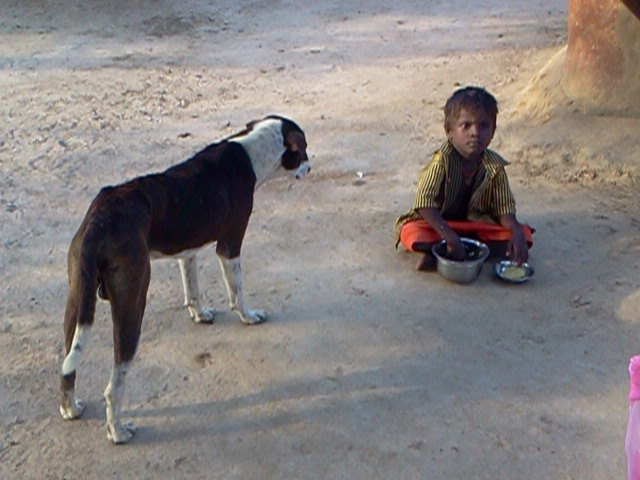
Một con chó hoang ở Ấn Độ
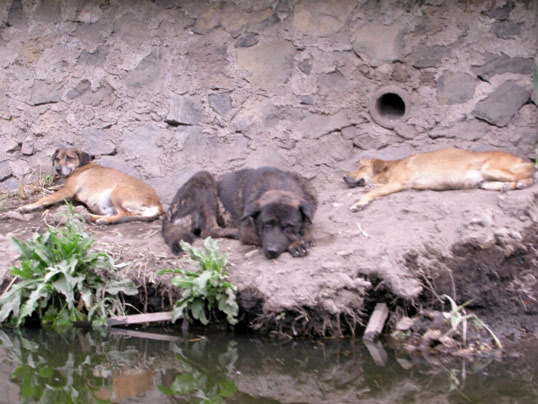
Những con chó hoang ở Mexico
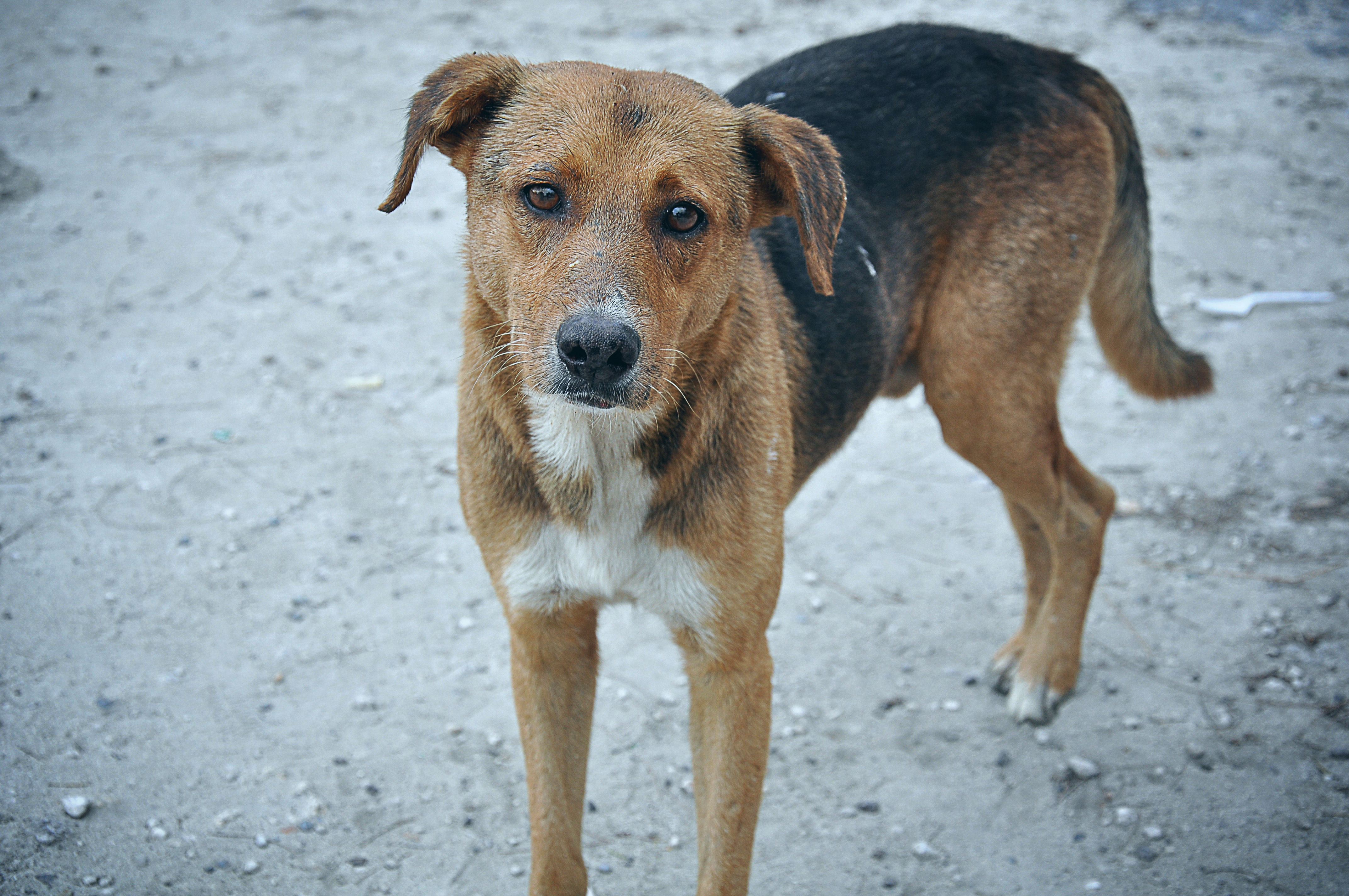
Con chó hoang ở Bahamas
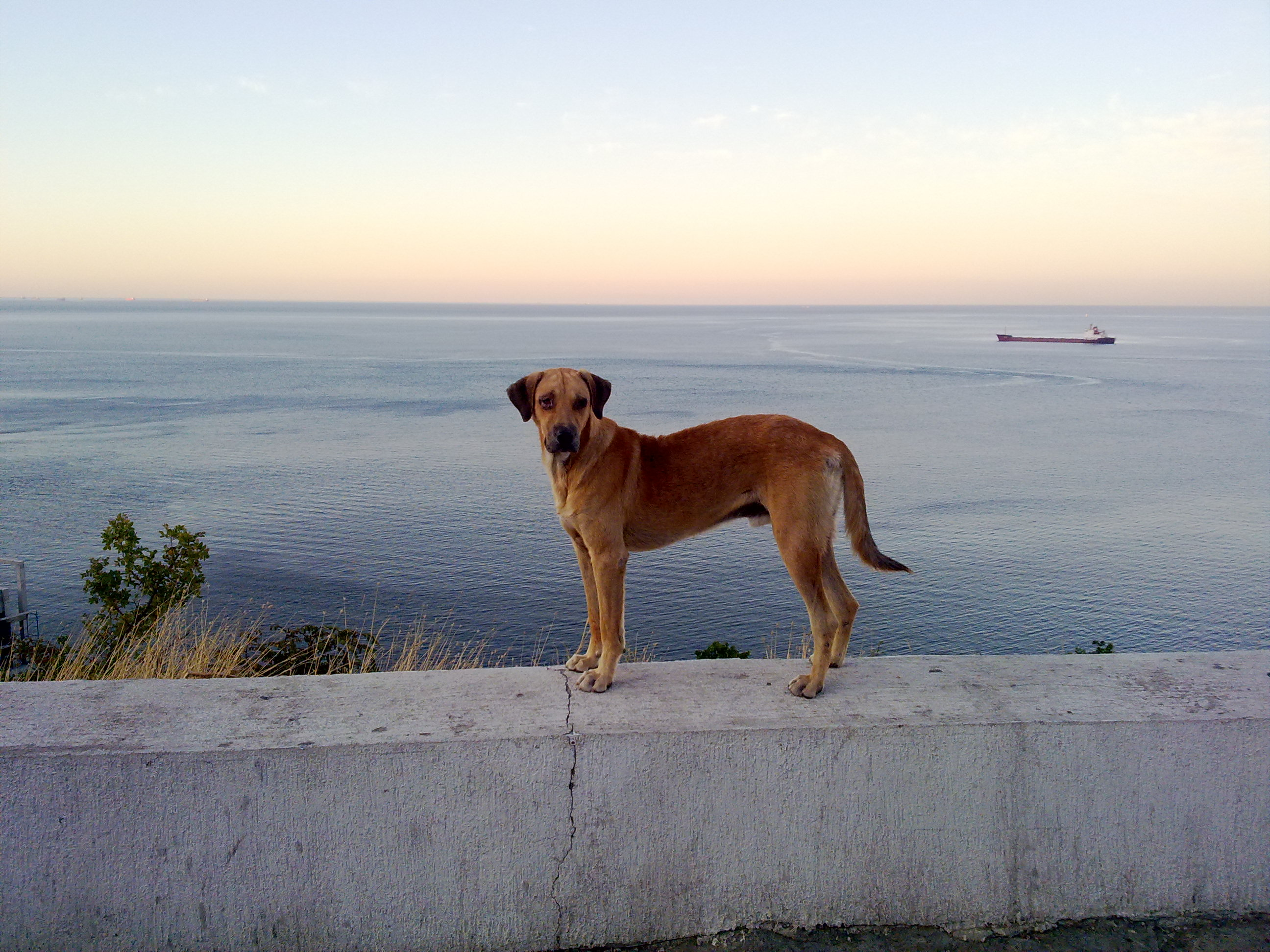
Một con chó hoang
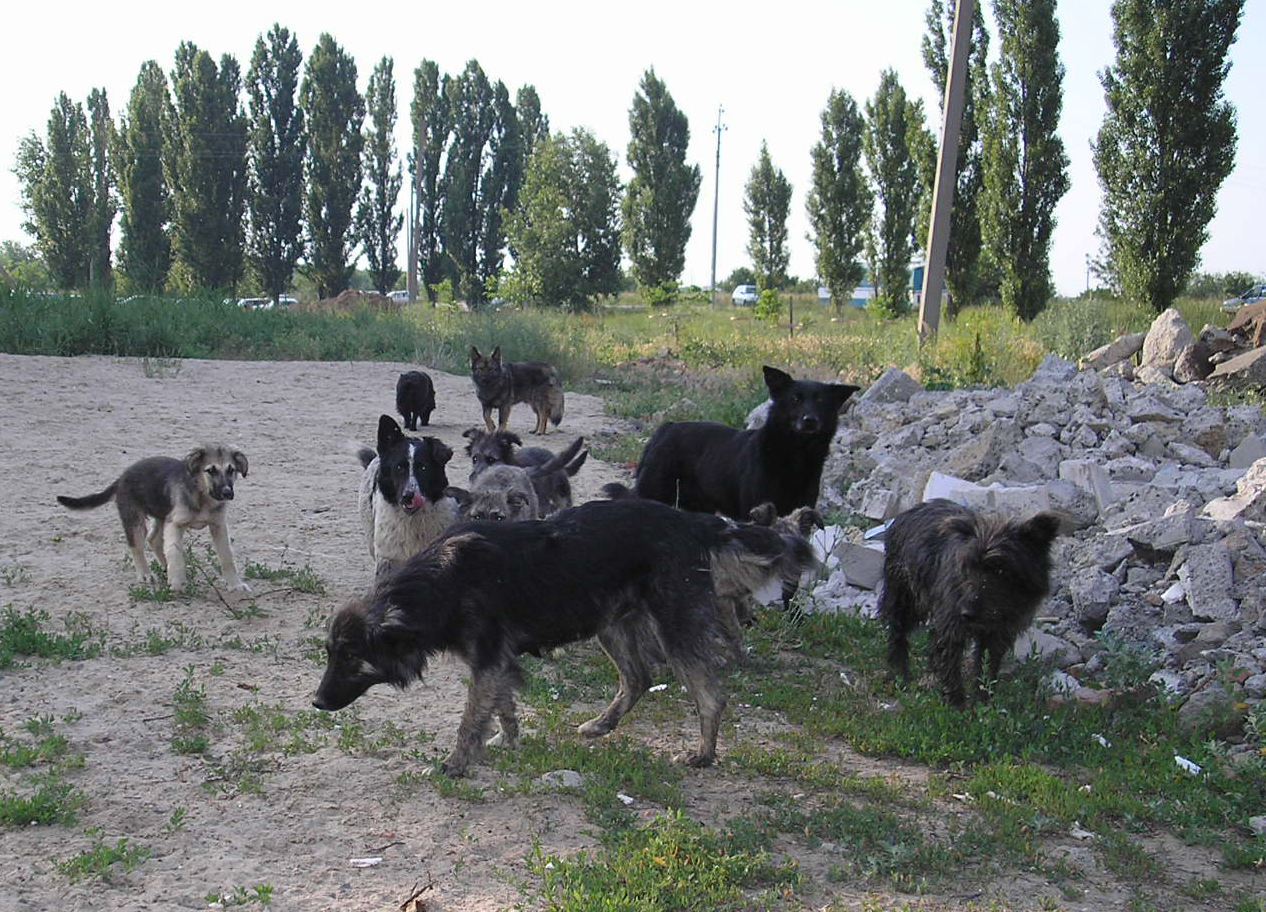
Một đàn chó hoang ở Nga
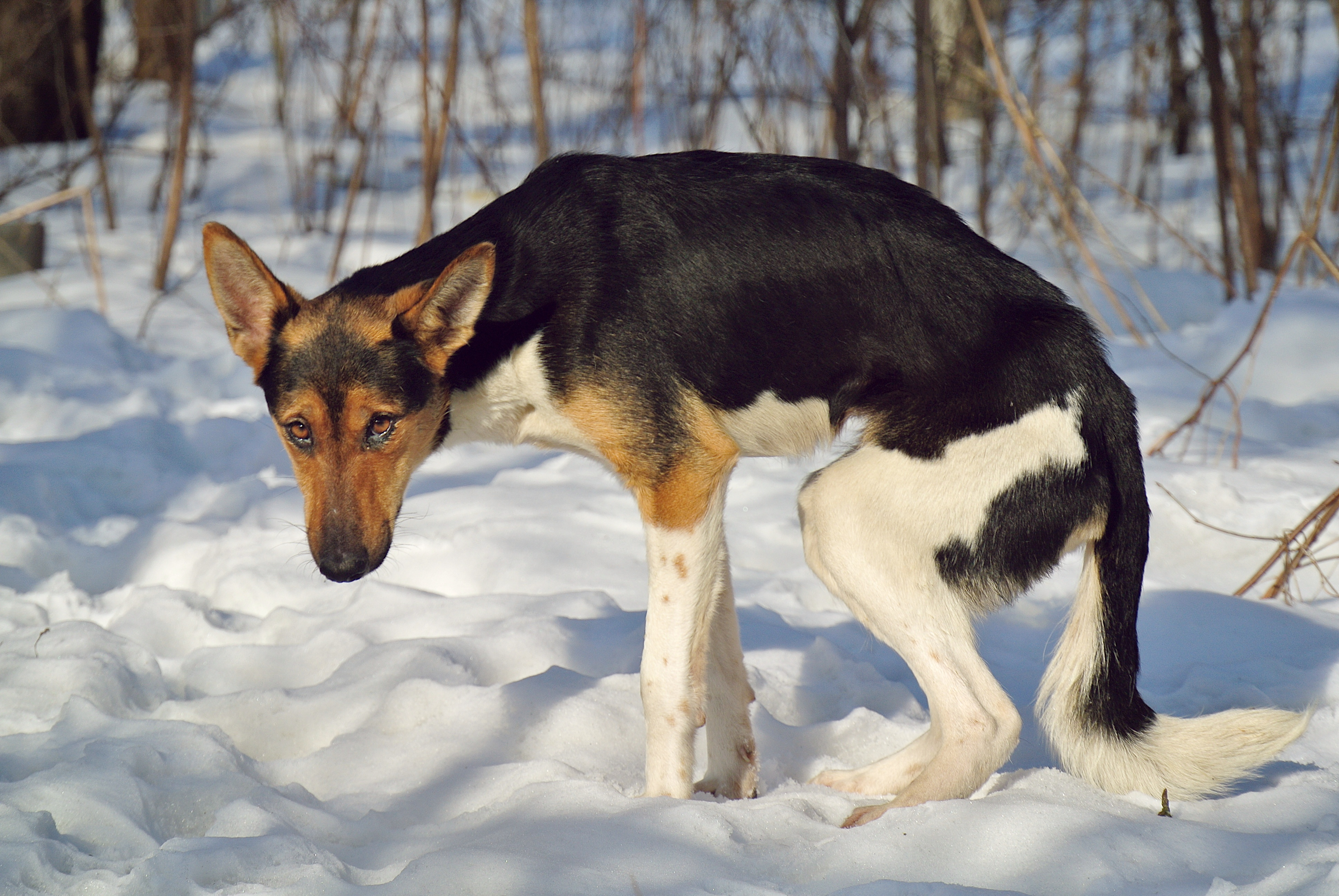
Chó hoang ở Ukraina
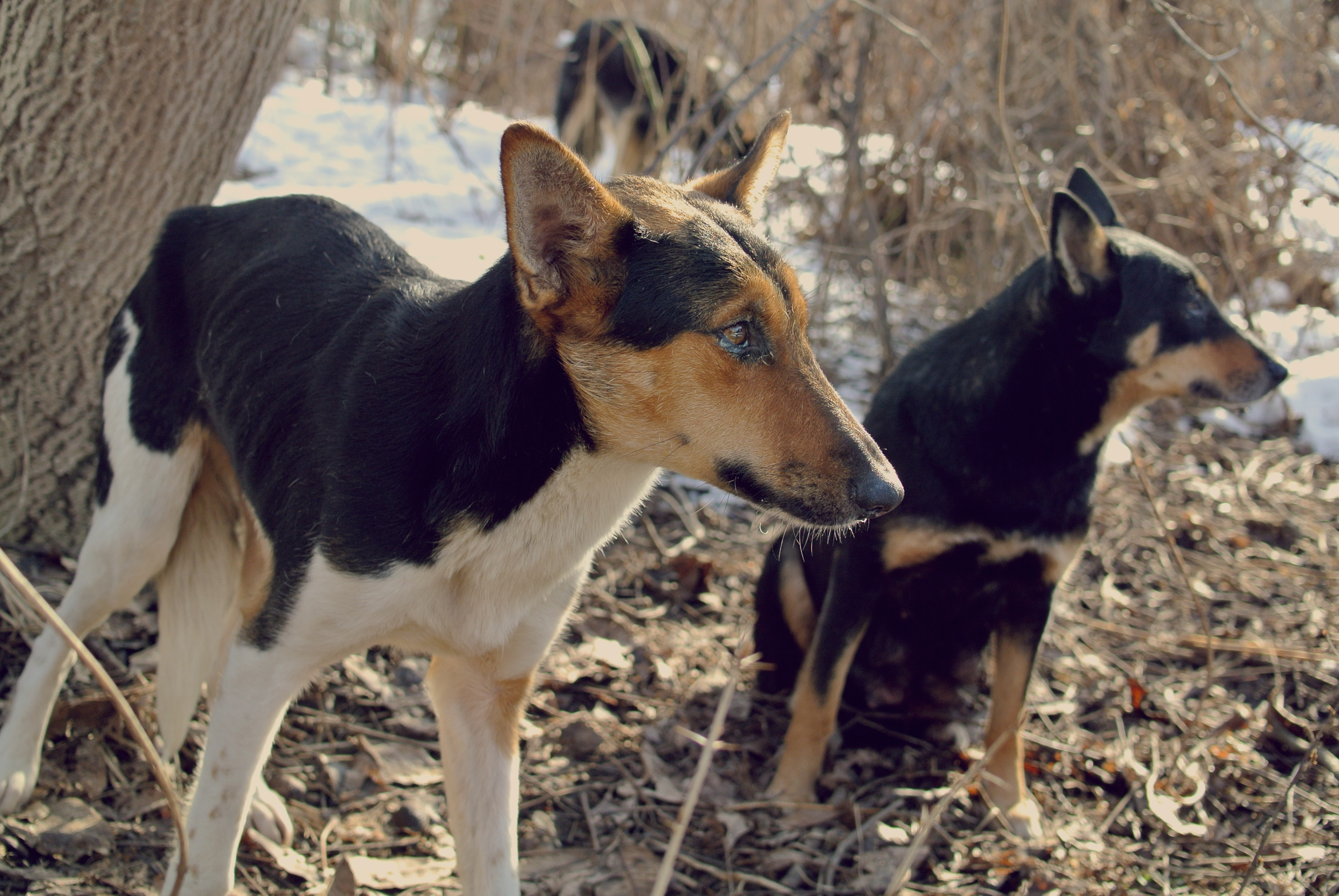
Chó hoang ở Ukraina
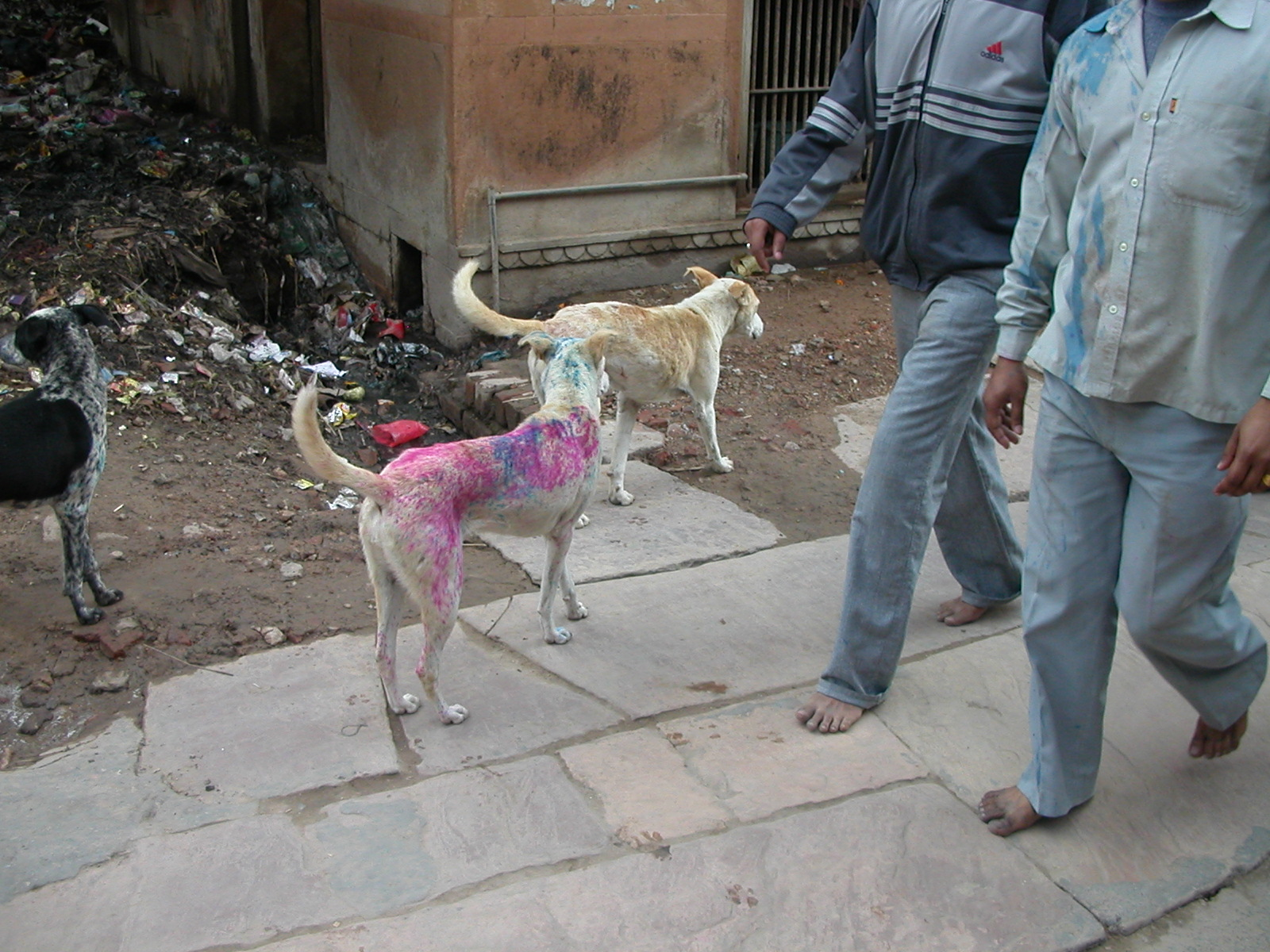
Những con chó hoang ở Ấn Độ
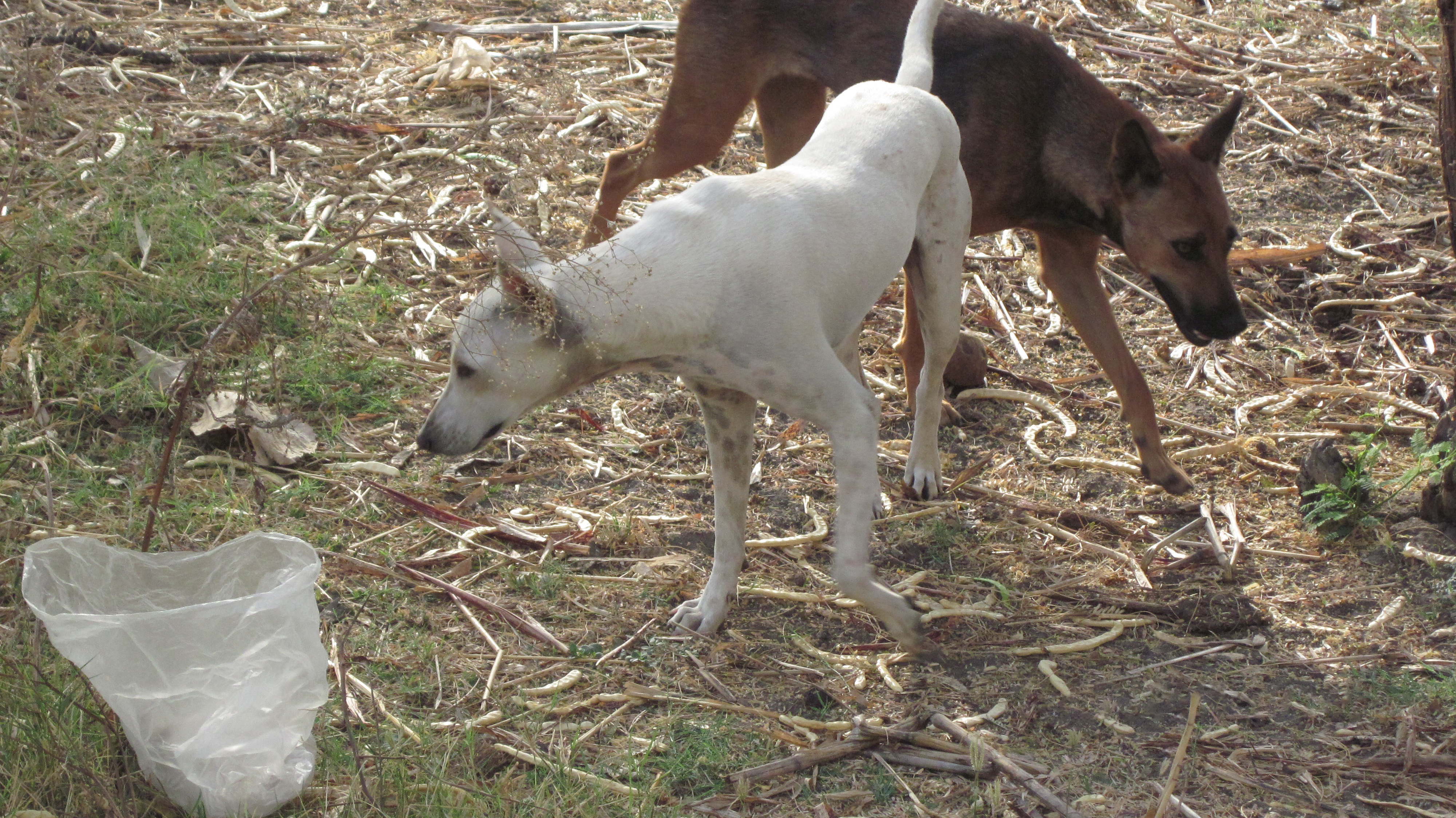
Chó hoang ở Ấn Độ
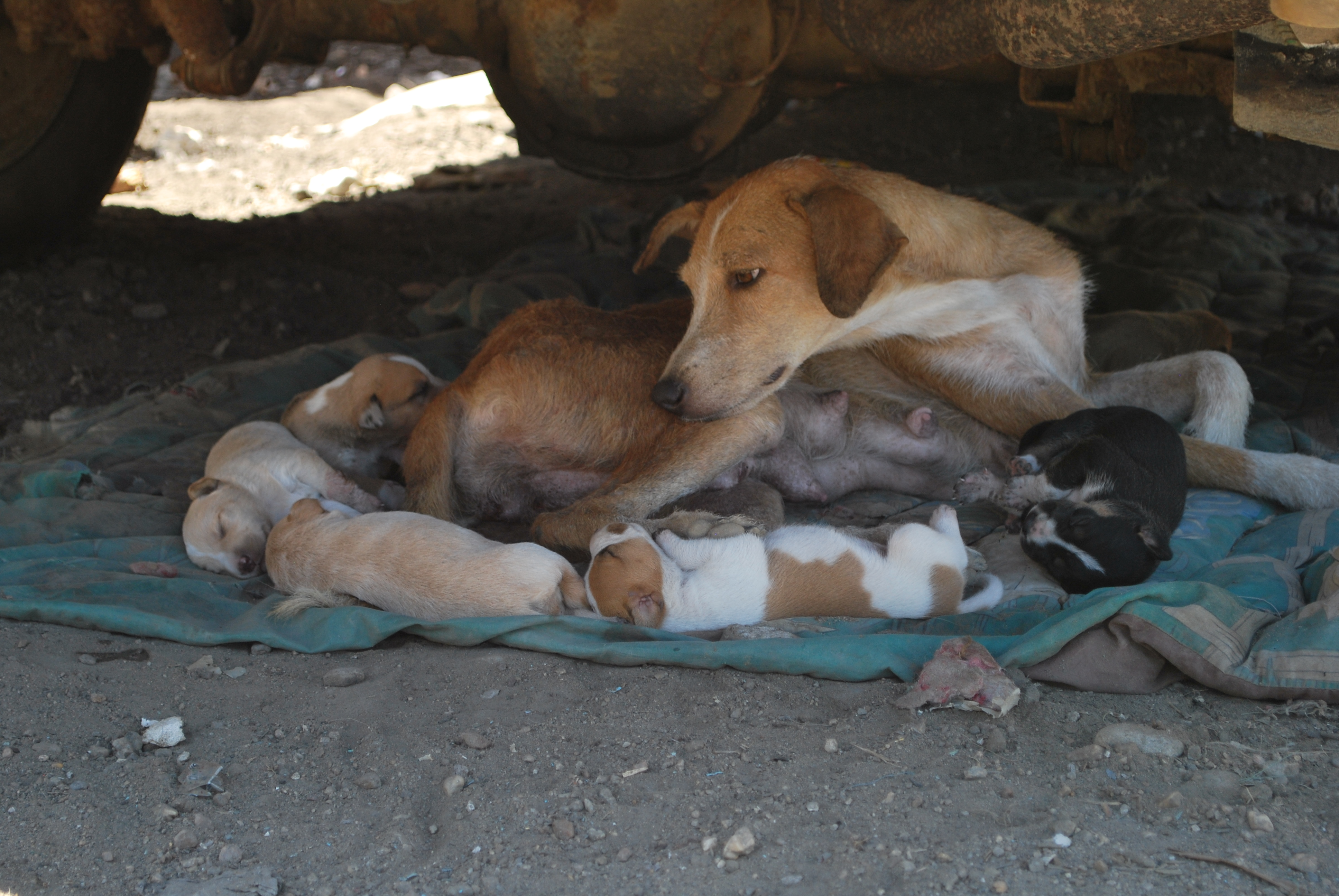
Một con chó hoang với đàn con
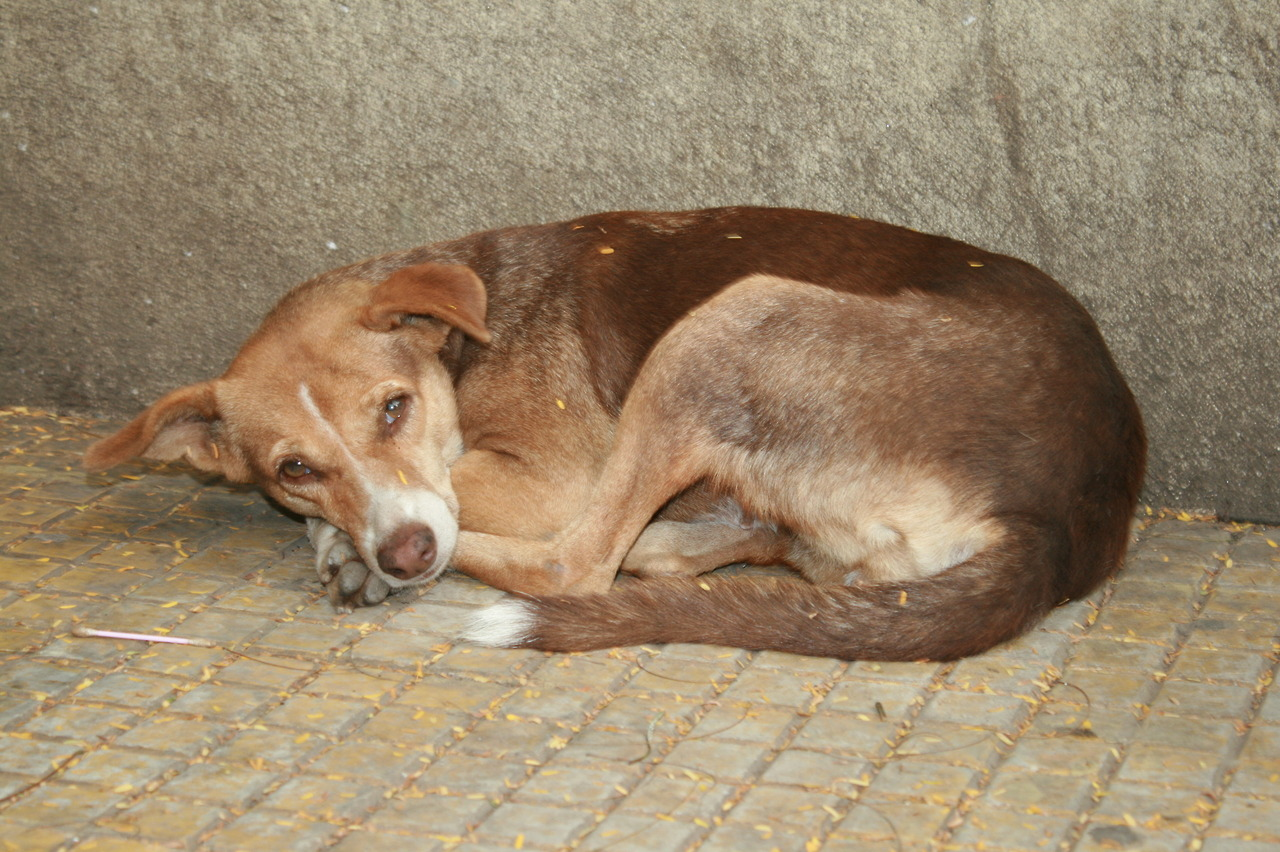
Chó hoang Puriat
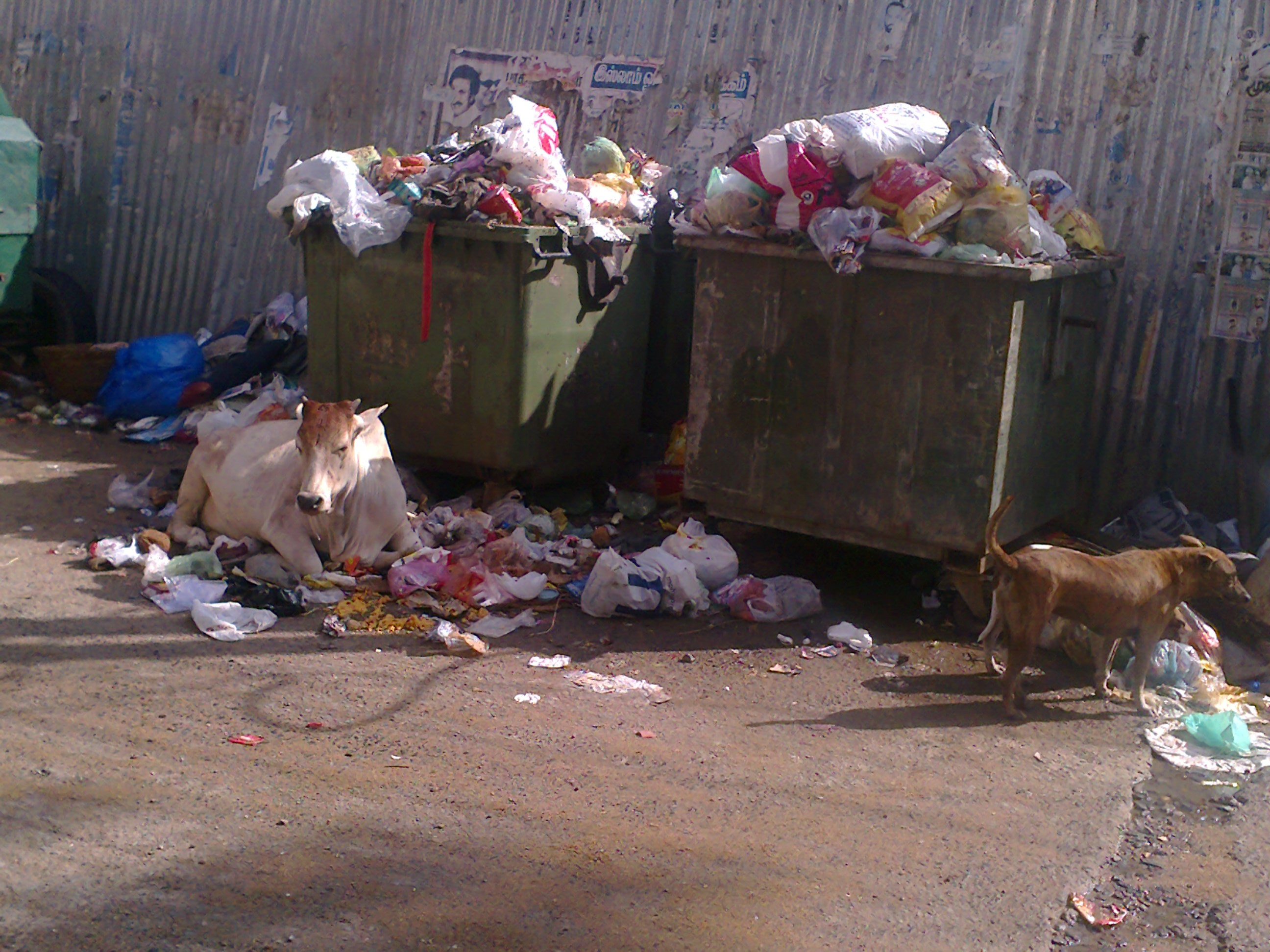
Một con chó hoang và con bò
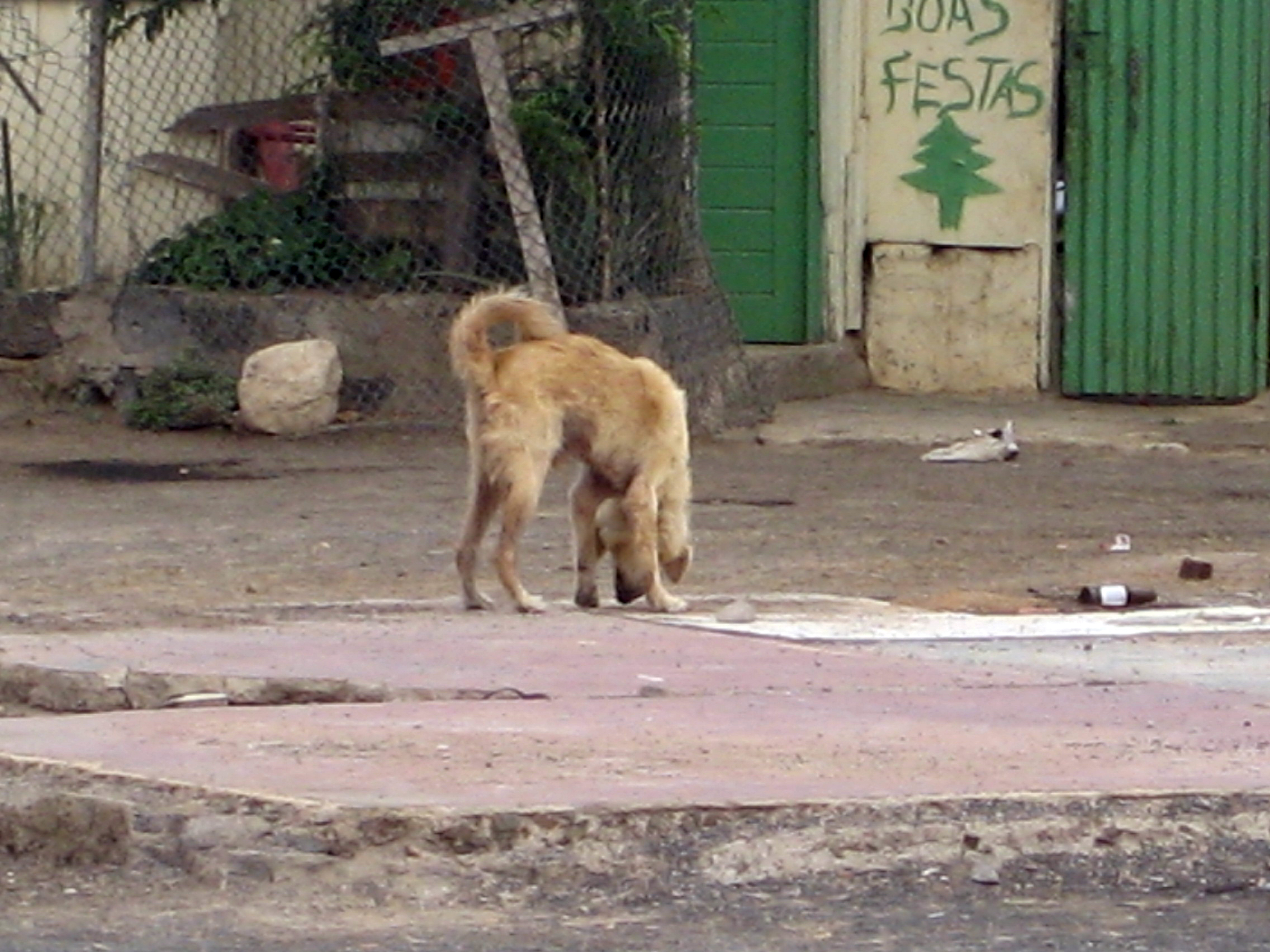
Một con chó hoang đang nhặt thức ăn
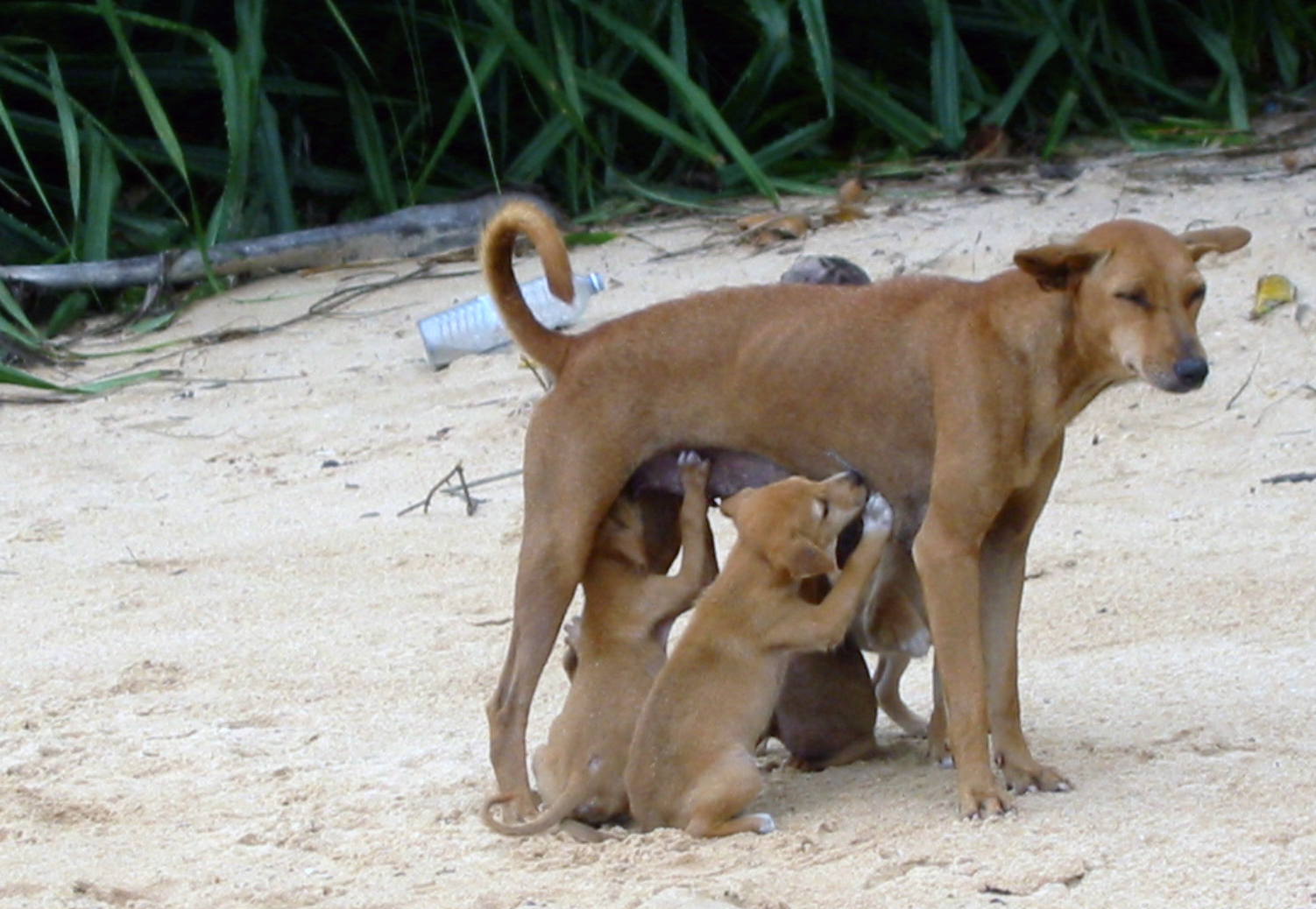
Một con chó cái với đàn con đang bú
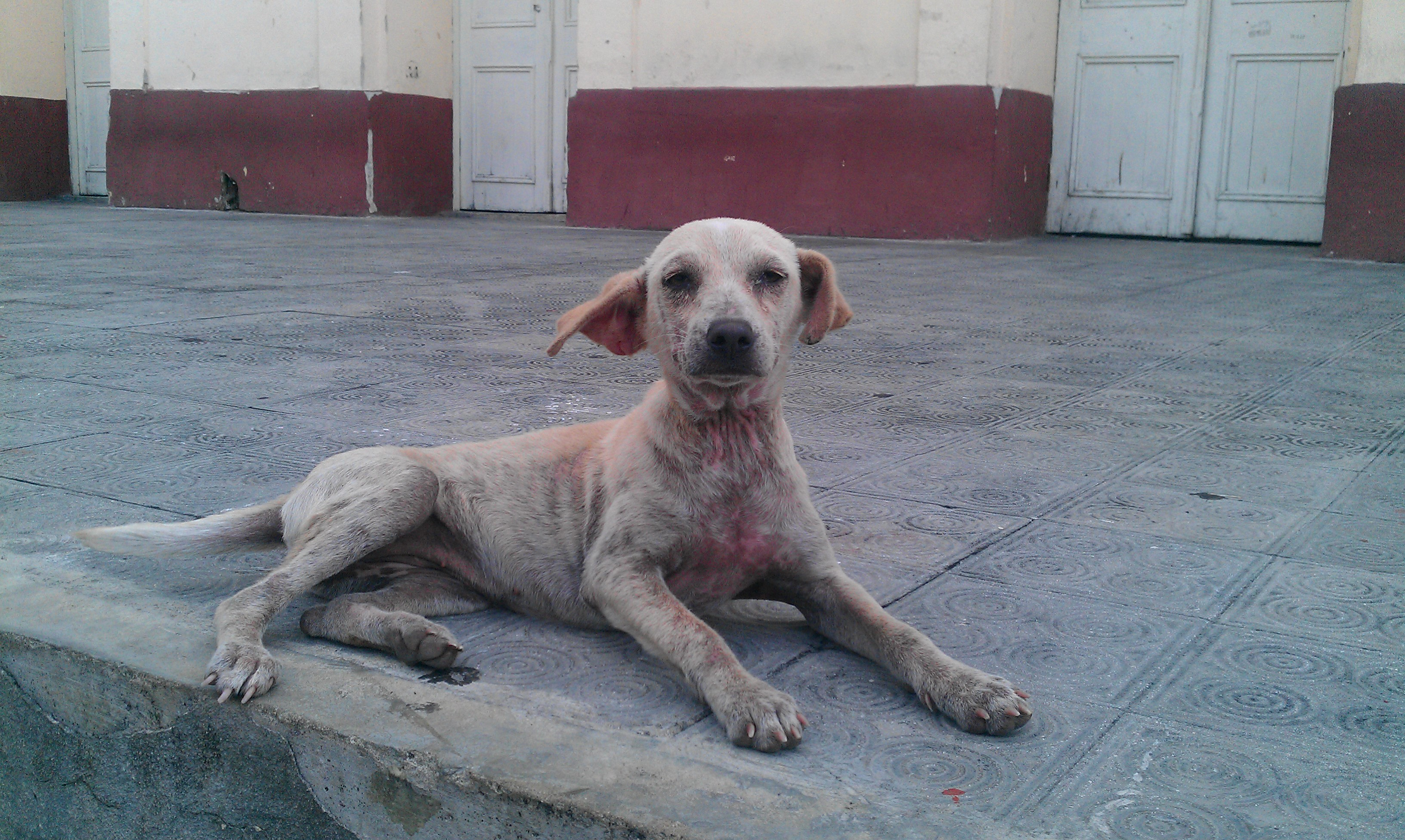
Một con chó đường phố ở Nam Mỹ
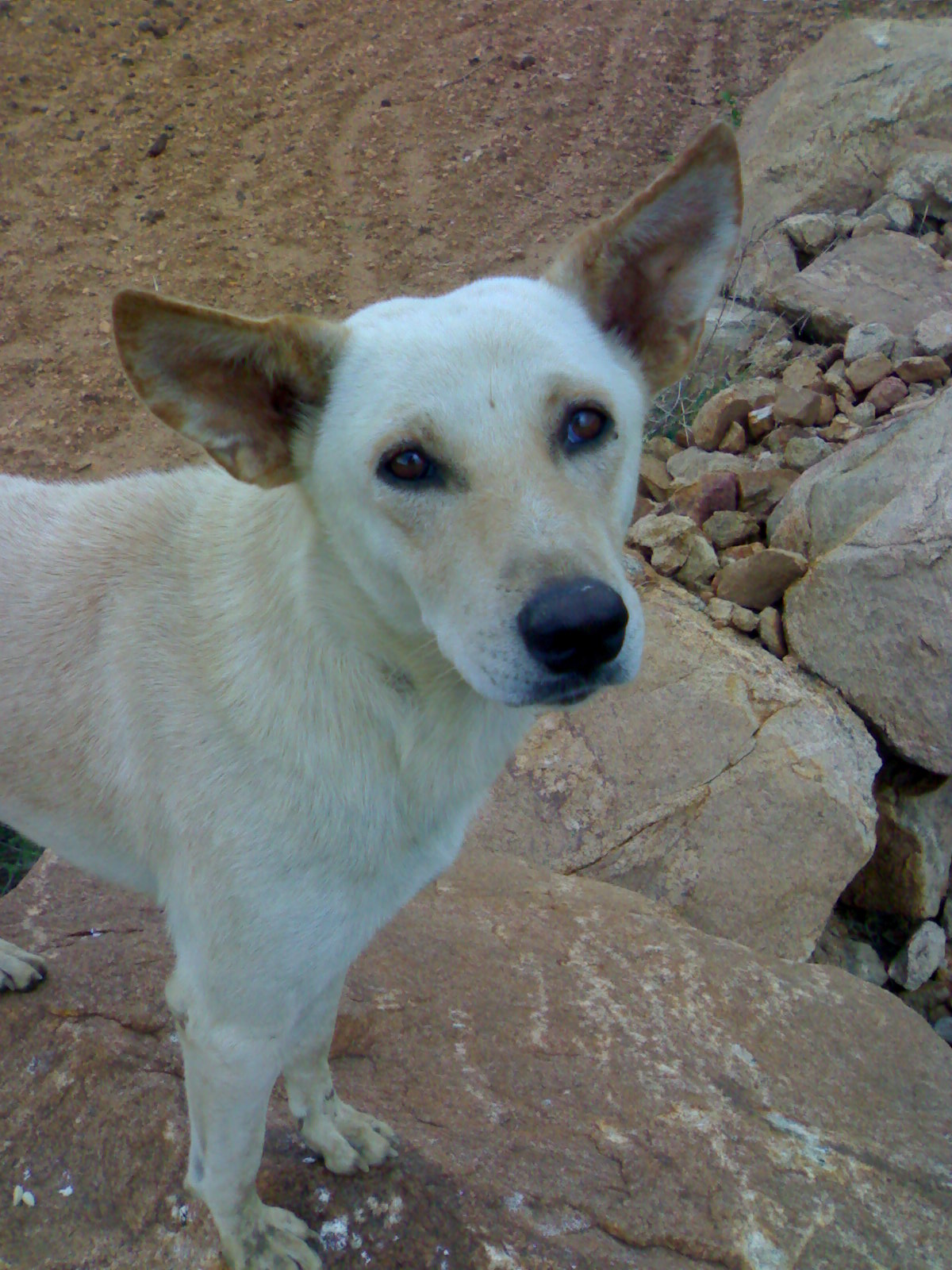
Một con chó hoang
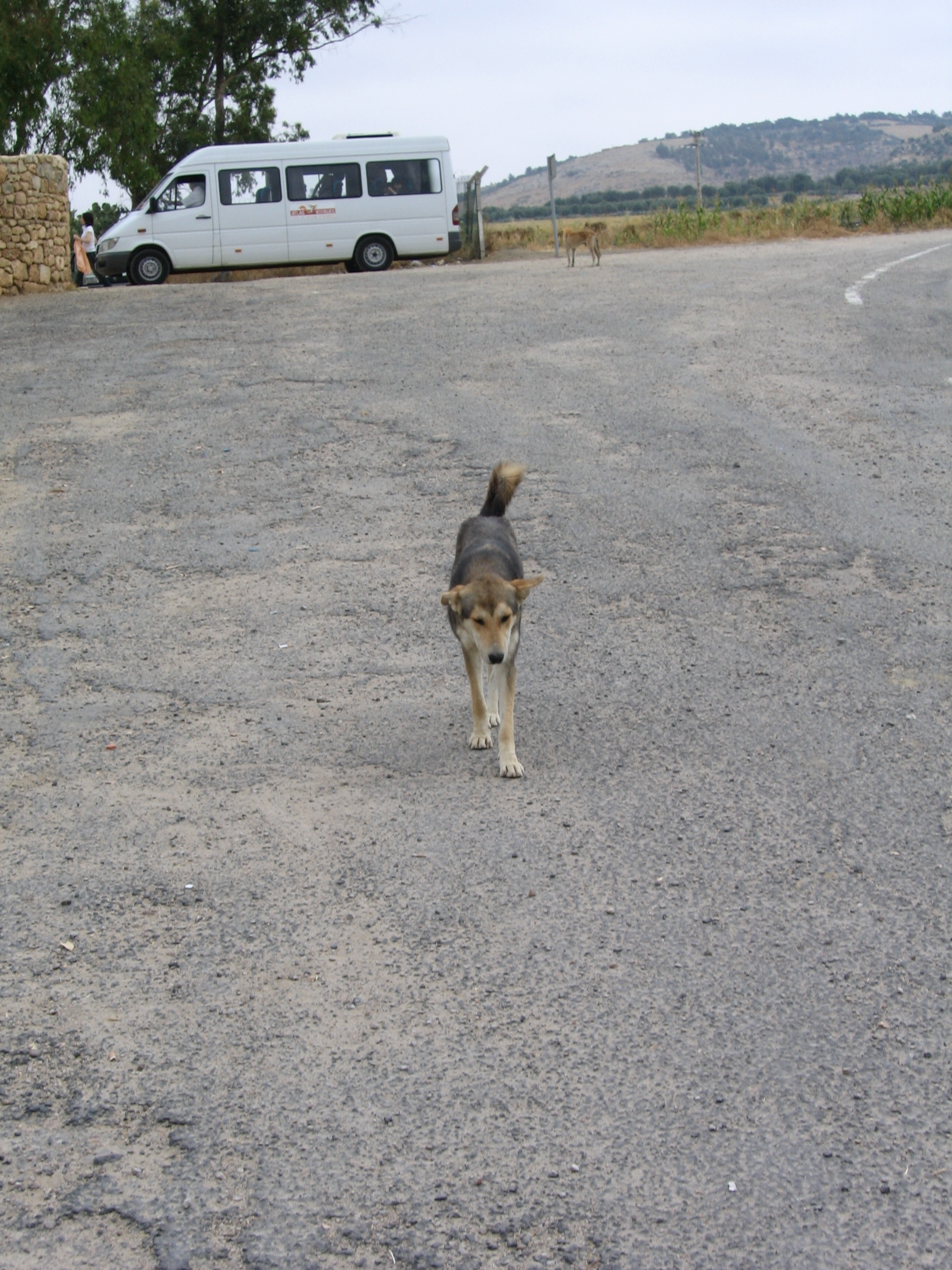
Một con chó hoang ở Maroc
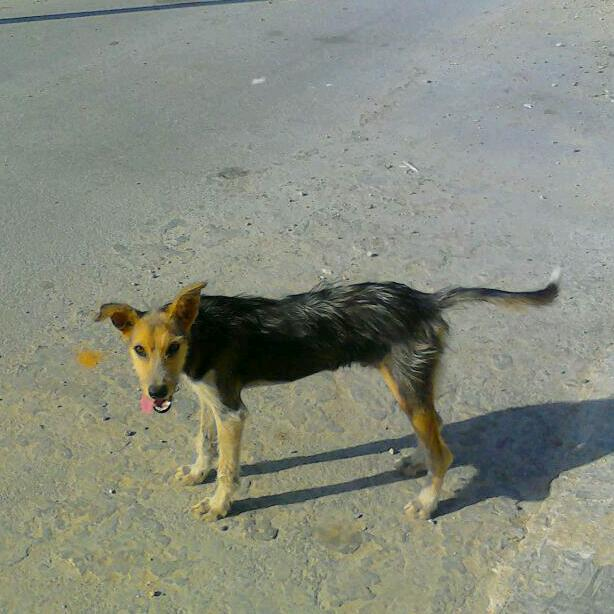
Một con chó đường phố
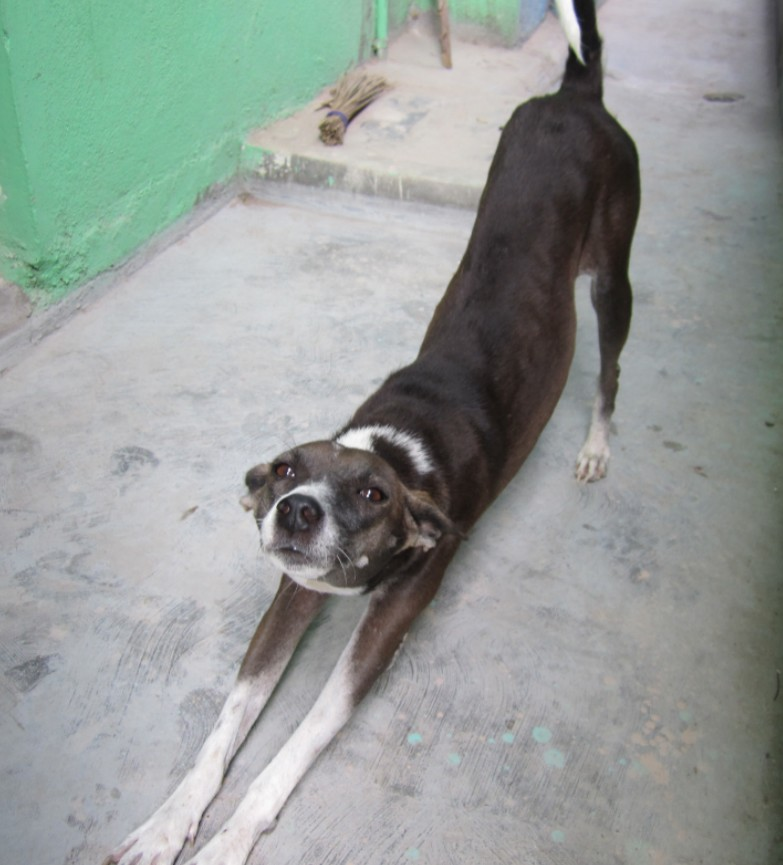
Một con chó đường phố ở Ấn Độ
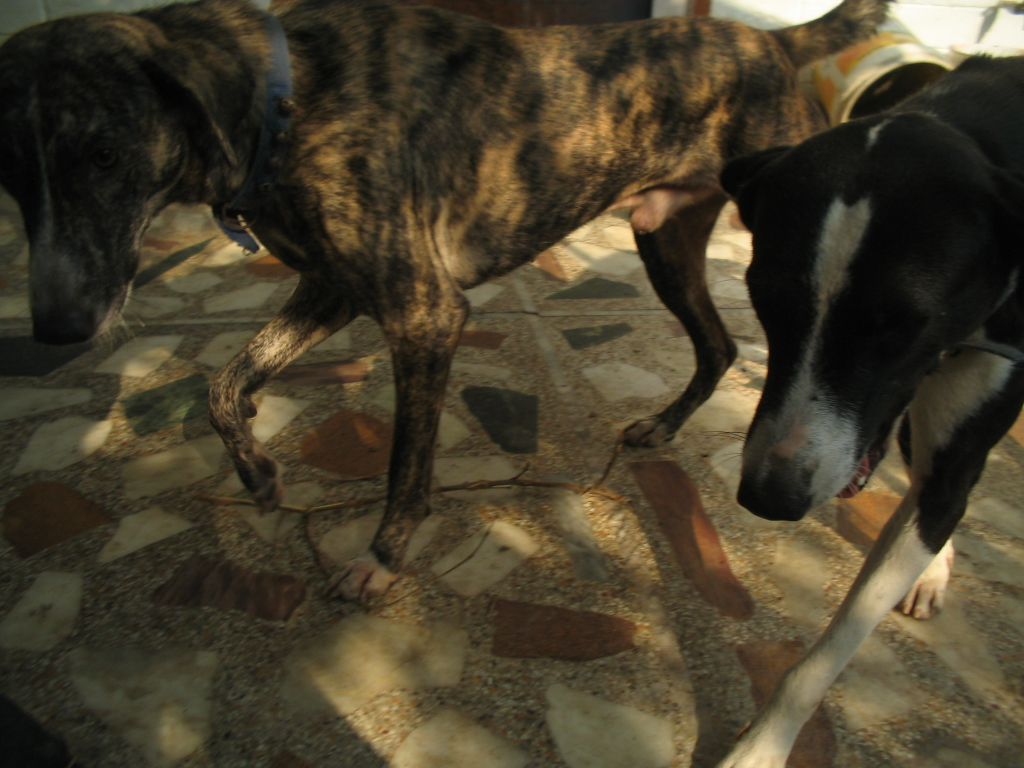
Hai con chó